# Catherine de Parthenay
Catherine de Parthenay (n. 22 martie 1554, Mouchamps, Pays de la Loire, Franța – d. 26 octombrie 1631, Mouchamps, Pays de la Loire, Franța) a fost o umanistă franceză, cunoscută la vremea sa pentru angajamentul ei față de calvinism.
Vorbind și scriind în latină, greacă și ebraică, poetă, dramaturgă și mecena, este descendenta unei familii de femei renascentiste, Michelle de Saubonne și Antoinette d'Aubeterre, care au combinat erudiția cu credința. În jurul vârstei de unsprezece ani a primit lecții de la matematicianul François Viète, pe atunci secretarul mamei sale, care o creștea. Măritată la vârsta de paisprezece ani cu baronul Charles de Quellenec, ea, împreună cu mama sa, au intentat un proces împotriva lui pentru anularea căsătoriei datorită unui impediment dirimant, proces care a rămas celebru. Totuși, la moartea soțului ei (în timpul Nopții Sfântului Bartolomeu), ea a compus o elegie în onoarea lui și a amiralului de Coligny. La scurt timp după aceea, în 1573, a scris o tragedie, Holopherne, pusă în scenă în timp ce La Rochelle era asediat, din care nu a mai rămas nimic.
Fiind talentă la matematică și literatură, s-a căsătorit, pentru a doua oară, cu vicontele René al II-lea de Rohan, cu care a avut șase copii. Rămasă văduvă a doua oară, s-a dedicat educației fiilor săi Henri și Benjamin și a fiicelor sale, Anne, Catherine și Françoise de Rohan, în castelul ei de la Blain, apoi la Parc-Mouchamps. Cunoscută în secolul al XVII-lea (« le grand siècle ») drept mama Rohanilor, i-a reproșat lui Henric al IV-lea abjurarea într-un pamflet publicat anonim, dar care îi este atribuit în unanimitate. Câțiva ani mai târziu, ea avea să-i deplângă moartea într-o poezie foarte frumoasă. Tallement des Réaux i-a făcut un portret al unei femei capricioase și oarecum neobișnuite. Spre sfârșitul vieții sale a luptat alături de copiii ei pentru a menține spiritul Edictului de la Nantes, dar partida sa a fost învinsă la La Rochelle, după un asediu eroic, unde se spune că ea și fiica ei, Anne, au mâncat piele de cal. Închisă, apoi exilată pe domeniile sale la ordinul lui Ludovic al XIII-lea, a murit trei ani mai târziu în locul unde s-a născut, la vârsta de șaptezeci și șapte de ani.
În diferite perioade ale vieții sale, a fost numită Domnișoara Soubise, Baroana du Pont sau Mama Rohanilor.

## Biografie

### O tinerețe studioasă la Mouchamps
Fiică a lui Jean V de Parthenay-L'Archevêque, senior de Soubise, și a Antoinettei d'Aubeterre, nepoata lui Michelle de Saubonne, Catherine de Parthenay a fost singura moștenitoare a puternicei familii hughenote și poitevine⁠(d) Parthenay-Larchevêque. Alăptată de doici, educată apoi în familie de părinții ei, și-a arătat foarte devreme interesul pentru astrologie și astronomie. Mama sa i l-a dat atunci ca preceptor pe propriul său secretar și avocat în procesul privind cauza Soubise, matematicianul François Viète.

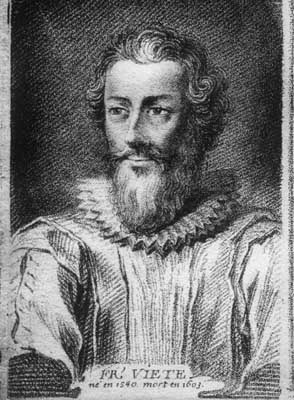
François Viète

Pentru ea, tânărul profesor a scris tratate educative (dintre care doar unul s-a păstrat) în care i-a explicat lumea cunoscută a vremii (inclusiv India), cunoștințele cosmografice și descoperirile din vremea lor. Astfel, ea s-a antrenat, fără să știe, alături de fondatorul algebrei moderne. Douăzeci de ani mai târziu Viète avea să atribuie pasiunea sa pentru geometrie entuziasmului pe care tânăra sa elevă l-a arătat pentru această disciplină. Un eminent criptolog, probabil că în această perioadă a învățat-o cum să scrie litere codificate și să folosească cerneluri invizibile. 
Domeniul Mouchamps, unde aveau loc aceste lecții de știință și geografie, era un refugiu pentru mulți oaspeți care erau calviniști. (Bernard Palissy și-a ars primele emailuri acolo.) Însă tatăl său a petrecut puțin timp cu ea: fie că se afla în război în slujba lui Ludovic I de Bourbon-Condé, fie la curtea lui Carol al IX-lea încercând să o convingă pe Ecaterina de Medici să se declare în favoarea reformei, Jean de Parthenay nu a stat niciodată mult timp cu soția și fiica sa. Când a murit, la 1 septembrie 1566, Antoinette d'Aubeterre a găsit curajul să-l însoțească până la moarte și să aibă grijă de el până la ultima suflare, dar în momentul suprem Catherine de Parthenay a fost scoasă din cameră.
Cum războaiele între trupele regale – conduse de familia Guise – și trupele calviniste – conduse de locotenenții Jeannei d'Albret și ai fiilor ei – amenințau să reia, în acel an Antoinette d'Aubeterre a început să caute un partener potrivit pentru fiica ei. A avut în vedere trei: fiul amiralului de Coligny; Henri de Pontivy, fiul mai mic al casei de Rohan; și Charles de Quellenec, baron du Pont, din casa de Pont-l'Abbé. Alegerea sa era făcută de mult timp pentru primul, logodna a fost plănuită, dar tânărul Châtillon-Coligny a murit în 1567 de ciumă. Ca urmare, la 15 iunie 1568, moștenitoarea lui Soubise s-a căsătorit la Parc-Mouchamps cu baronul du Pont.

### Un proces pentru impediment dirimant
Foarte curând, certurile privind precedența au determinat-o pe Antoinette d'Aubeterre să-i lase pe tânării căsătoriți să administreze domeniile Soubise. A plecat la La Rochelle, unde confidențele servitorilor au făcut-o să înțeleagă că baronul du Pont nu își respecta soția cum se cuvine. Discutând acest lucru cu Theodorus Beza, apoi cu Jeanne d'Albret, ea a primit asigurări că acest fapt constituia un motiv pentru desfacerea căsătoriei.
În 1570 baronul du Pont a fost luat prizonier în Bătălia de la Jarnac⁠(d). A evadat (deși jurase pe cuvânt să rămână prizonier) și a ajuns la La Rochelle, unde a luptat sub ordinele vicontelui René de Rohan. Grav rănit la maxilar, s-a întors la domeniul Mouchamps și a aflat că soția sa se refugiase la La Rochelle.
După ce Catherine de Parthenay i-a mărturisit totul mamei sale, baronul du Pont a jurat în fața Jeannei d'Albret că zvonurile despre impotența sa sunt calomnii. Totuși, a fost condamnat pentru minciună și i-a promis reginei Navarrei că își va îndeplini datoria. La scurt timp după aceea, baronul du Pont și-a răpit soția din La Rochelle și a închis-o în castelele sale bretone.
Înainte însă ca el să o forțeze să plece la castelul du Pont, Catherine de Parthenay i-a lăsat mamei sale o scrisoare în care a anunțat că pe viitor nu trebuie acordată credibilitate niciunui lucru pe care l-ar fi scris sub constrângere.
| « Je, Catherine de Parthenay certifie à tous qu'il appartiendra, que ne pouvant résister à la volonté et force de M. de Pont, suis contrainte de le suivre à mon très grand regret et déplaisir, pour les raisons qui s'ensuivent ; à savoir, qu'il me contraint d'abandonner madame de Soubise, madame ma mère, grièvement malade en ce lieu, à laquelle je désire, comme j'y suis obligée de Droit divin, et humain, faire tout secours, et service. Joint que je sens ma conscience chargée, estimant et craignant, que Dieu ne soit bien fort offensé, en ce que ledit Sieur demeure avec moi, et moi avec lui, comme s'il étoit mon mari et époux ; ce que non, d'autant qu'encore qu'il y ait deux ans et plus, que nous sommes joints ensemble par Contrat de Mariage, si n'en y a-t-il rien été ; et suis au même état, que j'étaîs la veille de mes noces, et qu'ai toujours été dès ma naissance. Ce que j'ai voulu laisser par écrit, et signer de ma main, à madame ma mère, pour m'en servir en temps, lieu, attestant devant Dieu, et ses Anges, que c'est la pure vérité. Fait à La Rochelle ce 6 septembre 1570. » |  | „Eu, Catherine de Parthenay, certific tuturor deținătorilor, că neputând rezista voinței și puterii domnului de Pont, spre marele meu regret și neplăcere, sunt nevoită să-l urmez din motivele care urmează; și anume, că mă obligă să o abandonez pe doamna de Soubise, mama mea, grav bolnavă în acest loc, căreia doresc, așa cum sunt obligată prin drept divin și uman, să-i ofer tot ajutorul și îngrijirea. Îmi simt conștiința împovărată, crezând și temându-mă că Dumnezeu s-ar putea simți foarte ofensat, pentru că numitul domn rămâne cu mine, iar eu cu el, ca și cum ar fi soțul și mirele meu; ceea ce nu este cazul, mai ales că, deși au trecut doi ani sau mai mult, am fost uniți printr-un Contract de Căsătorie, dar nu a existat nimic; și sunt în aceeași stare în care eram în ajunul nunții mele și în care am fost întotdeauna de la nașterea mea. Ceea ce am vrut să las mamei mele scris și să semnez cu mâna mea, pentru a-l folosi la timpul și locul potrivit, atestând înaintea lui Dumnezeu și a Îngerilor Săi că este adevărul pur. Încheiat la La Rochelle în acest 6 septembrie 1570.” |
Ținută prizonieră, ea i-a scris apoi (a priori sub constrângere) mătușii sale de Rochechallas „că avusese loc o asemenea schimbare în lucrurile în cauză, încât, dacă ar fi obligată să spună adevărul, nu ar mai putea vorbi aceeași limbă pe care o vorbise înainte”. Mătușa ei, doamna de Rochechallas, având ocazia să o viziteze, Catherine de Parthenay i-a dat în secret o scrisoare pentru mama ei în care reafirma că nu trebuie să se acorde crezare cuvintelor pe care tocmai le mărturisise.
Doar trucurile i-au permis atunci Catherinei de Parthenay să corespondeze cu mama ei și cu fostul ei preceptor cu o sinceritate deplină. A folosit cerneală invizibilă (suc de portocale sau de lămâie) și a scris în versuri latine și grecești, limbi puțin cunoscute de baronul du Pont.

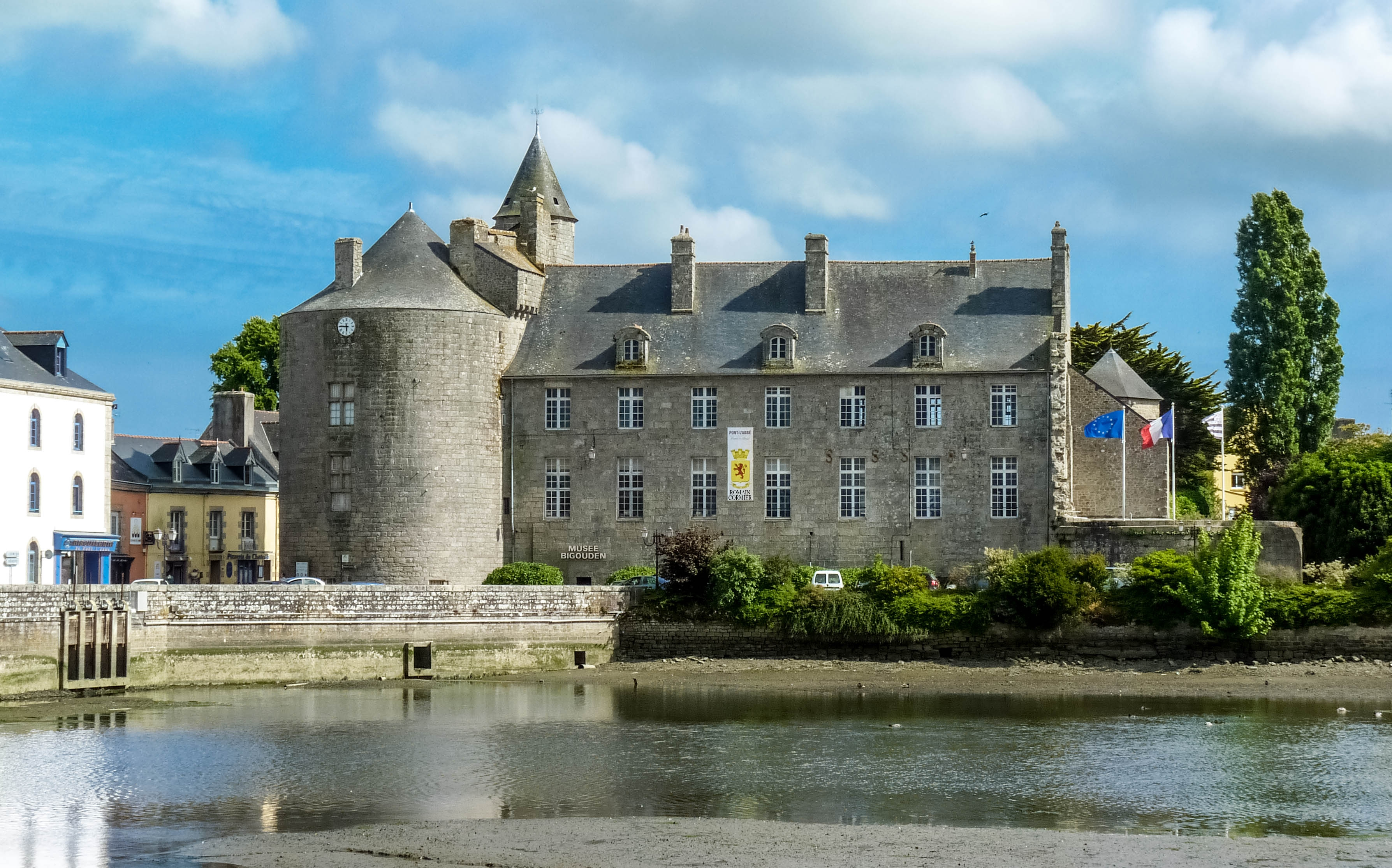
Castelul din Pont-l'Abbé

În decembrie 1570, Antoinette d'Aubeterre a decis să aducă problema în fața curții Franței, a Catherinei de Medici și a Ducelui de Anjou. Ea a intentat un proces împotriva soțului Catherinei, pentru impediment dirimant. În februarie 1571, ținută prizonieră la Castelul Rostreven, Catherine a declarat din nou că măsurile luate de mama sa erau contrare voinței sale. Totuși, acesta din urmă nu a dezarmat și a obținut de la sinod, întrunit la La Rochelle, că este potrivit să o elibereze cât mai repede posibil pe falsa soție. În iulie 1571, baronul du Pont i-a permis în sfârșit Catherinei să se întâlnească liber, la Durtal, cu un martor al bunei sale credințe, mareșalul de Vieuville, acționând la comanda amiralului Gaspard al II-lea de Coligny. După o ezitare, Catherine de Parthenay i-a mărturisit adevărul bătrânului mareșal. Liniștit în mod fals de Vieuville, baronul s-a întors la Parc-Mouchamps, apoi și-a părăsit soția pentru a merge la La Rochelle. Din acel moment, Jeanne d'Albret, viitorul Henric al IV-lea și Coligny au fost convinși să-i ia partea. Totuși, erau reticenți în a o ține cu forța în La Rochelle.
Despărțită din nou de fiica sa, Antoinette d'Aubeterre i-a scris direct regelui Carol al IX-lea. Cazul lor a fost dezbătut cu ușile închise în fața Marelui Consiliu, marți, 11 septembrie 1571. Nu s-a ținut vreo evidență a hotărârii rezultate. Deși pe drumul cel bun, cazul a fost trimis înapoi unui consiliu de medici și, din nou, judecătorilor.
Prezent la Paris la nunta Margaretei de Valois și a regelui Henric al IV-lea, baronul du Pont murit, asasinat în curtea Luvrului, în noaptea Sfântului Bartolomeu. Conform unei scrieri protestante, după ce s-a apărat cu vitejie, trupul său a fost târât gol, apoi expus sub ferestrele Luvrului, doamnele de la curte dorind să verifice singure cauzele înverșunării văduvei de Soubise împotriva baronului du Pont. „Să vadă ce-l reținea, fiind un domn atât de chipeș și puternic, să nu fie în stare să trăiască cu femei.”
La rândul lor, Catherine de Parthenay și mama ei își datorează salvarea intervenției unor nobili aliați ai regelui. Casa lor a fost jefuită, dar mobila a fost salvată. De La Môle, Surgères, duce de Bouillon, a cerut mâna tinerei văduve, dar Antoinette d'Aubeterre se gândea să părăsească Franța. În această perioadă Catherine a scris o elegie de laudă la adresa soțului ei și a amiralului de Coligny. În cele din urmă cele două femei au ajuns la La Rochelle.

### Mama Rohanilor
Văduvă și moștenitoare a familiei Soubise, Catherine de Parthenay era, la optsprezece ani, una dintre cele mai bune partide din nobilimea hughenotă. Mai mult, este considerată una dintre cele mai inteligente femei ale timpului său. A fost curtată de René al II-lea de Rohan, un membru al ilustrei case bretone de Rohan, cu a cărui soră, Françoise de Rohan, era bună prietenă.
În timp ce trupele ducelui de Anjou, încercuiau La Rochelle, ea a pus în scenă acolo tragedia sa Holofernes, din care nu a mai rămas nimic, pentru a ridica, se pare, moralul femeilor, dintre care unele participau la lupte.
În această perioadă, René de Rohan și-a pierdut cei doi frați mai mari, Jean de Rohan, senior de Frontenay (în 1574), apoi Henri I de Rohan, viconte de Rohan (la 12 mai 1575), care au murit fără descendenți de sex masculin, ceea ce l-a situat pe René ca noul viconte de Rohan, devenind moștenitorul casei de Rohan. Când vestea morții lui Henri a ajuns la Catherine de Parthenay în La Rochelle, înainte ca René să fie informat, se spune că doamna de Aubeterre i-a dat mesagerului pământul orașului Jégu, lângă Josselin, luat din domeniul ei, pentru a-l răsplăti pentru această veste bună.
Căsătoria dintre Catherine și René a avut loc în 1575, în familie, fără fast. Martorii lor au fost pastorii Dominique de Losses, Denort și Gorré, precum și camarazii de luptă ai lui René, Montgommery, Saint Gelais, Machecoult. Contractul de căsătorie reglementa situația domeniilor și a titlurilor de proprietate care reveneau viitorilor lor copii. Devenită vicontesă de Rohan, Catherine a amenajat principalele reședințe ale familiei Rohan din Bretania: Blain, Josselin și Pontivy. Ea a ctitorit acolo biserici protestante. Jean Pasquier i-a dedicat ediția sa, contrafăcută a cântecelor lui Orlando di Lasso. În aceiași ani, ea l-a protejat și pe poetul André de Rivaudeau.
Copii

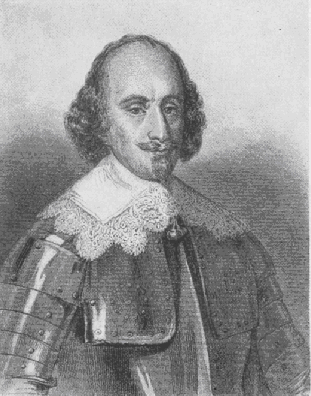
Henri II de Rohan, duce de Rohan

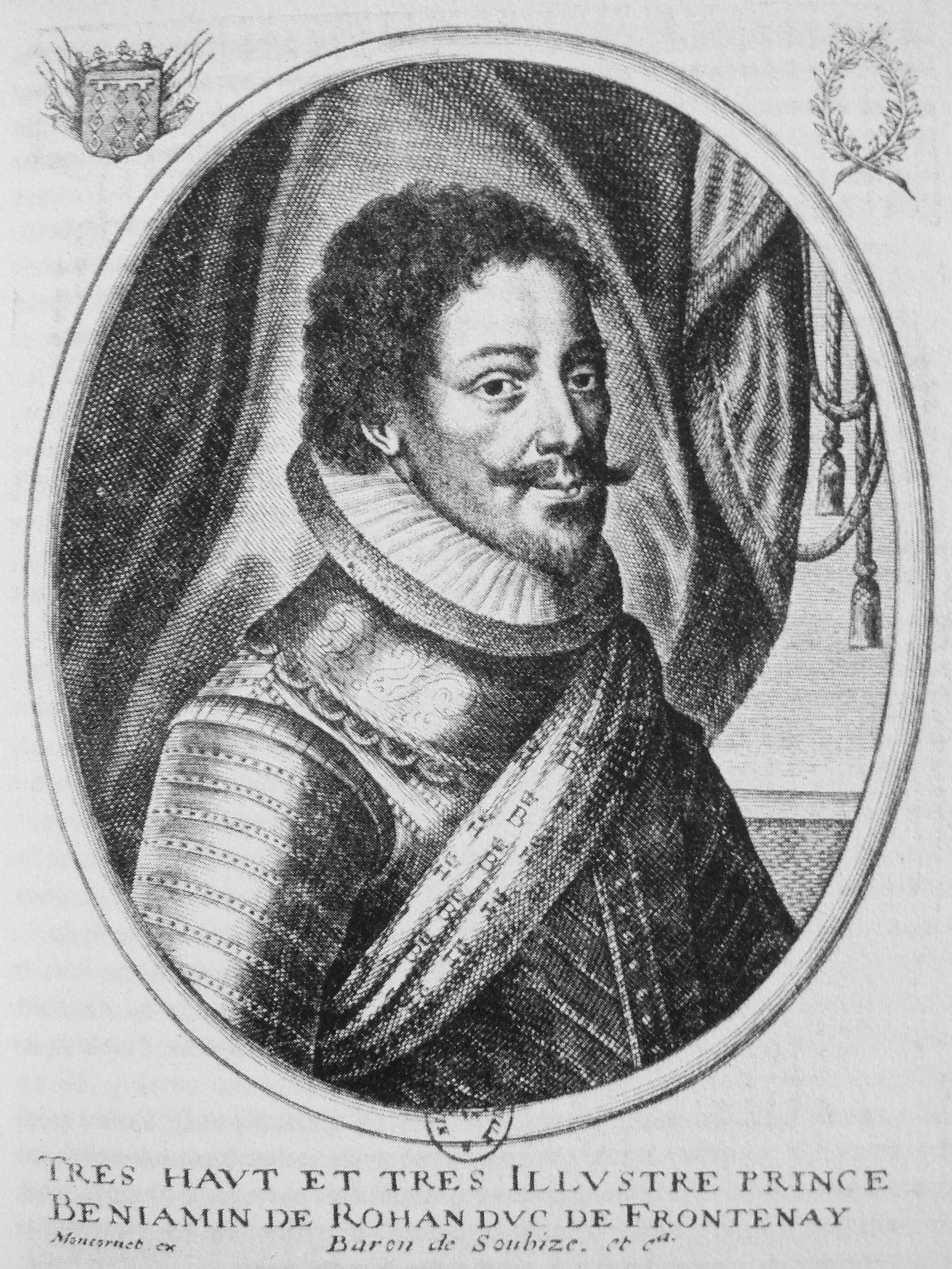
Benjamin de Rohan, duce de Frontenay și baron de Soubise

- Henriette, botezată la 14 februarie 1577 (unele surse dau data nașterii la 12 aprilie), un copil bolnav, care a făcut vâlvă din cauza diformității sale, a minții sale strălucite și a naturii iubirilor sale.[35];
- Henri, născut la 21 august 1579 la Blain; ultimul dintre liderii hughenoți care a rezistat armatelor lui Ludovic al XIII-lea.[36];
- Catherine, născută la 20 iunie 1580, căreia i se atribuie acest răspuns lui Henric al IV-lea, care voia să o facă amanta sa: „Sire, sunt prea săracă ca să vă fiu soție și provin dintr-o familie prea nobilă ca să vă fiu amantă.”;
- René, mort în leagăn în 1581, apoi, în 1582, alt copil, născut mort;
- Benjamin, botezat în august 1583 în Parc-Mouchamps, susținut de orașul La Rochelle.[37] Acesta a devenit Duce de Frontenay și era cunoscut sub titlul de baron de Soubise, a fost un apărător fervent al cauzei protestante.[38];
- Anne, născută în 1584, și ea înzestrată în toate formele de literatură și care a însoțit-o pe mama sa până la moartea acesteia.

Catherine de Parthenay și-a dedicat viața creșterii celor cinci copii ai săi și susținerii protestantismului breton.
Arborele genealogic al Catherinei de Parthenay și a lui René de Rohan
|  |  |  |  | Jean IV de Parthenay                                        | Jean IV de Parthenay                                        | Jean IV de Parthenay                                                      | Jean IV de Parthenay                                                      | Jean IV de Parthenay                                                                        | Jean IV de Parthenay                                                                        |                                                                                             |                                                                                             | Michelle de Saubonne Doamnă de Soubise (1485–1549)                                          | Michelle de Saubonne Doamnă de Soubise (1485–1549)                                          | Michelle de Saubonne Doamnă de Soubise (1485–1549)                                      | Michelle de Saubonne Doamnă de Soubise (1485–1549)                                      | Michelle de Saubonne Doamnă de Soubise (1485–1549)                                      | Michelle de Saubonne Doamnă de Soubise (1485–1549)                                      |                                                                     |                                                                     |                                                                     |                                                                     |                                                |                                                |                                                |                                                |                                                            |                                                            |                                                            |                                                            |                                                            |                                                            |                                                            |                                                            |                                                            |                                                            |                                              |                                              |                                              |                                              |                                            |                                            |                                 |                                 |                                                      |                                                      |                                                      |                                                      |                                                      |                                                      |  |  |  |  |  |  |  |  |  |  |  |  |
|  |  |  |  | Jean IV de Parthenay                                        | Jean IV de Parthenay                                        | Jean IV de Parthenay                                                      | Jean IV de Parthenay                                                      | Jean IV de Parthenay                                                                        | Jean IV de Parthenay                                                                        |                                                                                             |                                                                                             | Michelle de Saubonne Doamnă de Soubise (1485–1549)                                          | Michelle de Saubonne Doamnă de Soubise (1485–1549)                                          | Michelle de Saubonne Doamnă de Soubise (1485–1549)                                      | Michelle de Saubonne Doamnă de Soubise (1485–1549)                                      | Michelle de Saubonne Doamnă de Soubise (1485–1549)                                      | Michelle de Saubonne Doamnă de Soubise (1485–1549)                                      |                                                                     |                                                                     |                                                                     |                                                                     |                                                |                                                |                                                |                                                |                                                            |                                                            |                                                            |                                                            |                                                            |                                                            |                                                            |                                                            |                                                            |                                                            |                                              |                                              |                                              |                                              |                                            |                                            |                                 |                                 |                                                      |                                                      |                                                      |                                                      |                                                      |                                                      |  |  |  |  |  |  |  |  |  |  |  |  |
|  |  |  |  |                                                             |                                                             |                                                                           |                                                                           |                                                                                             |                                                                                             |                                                                                             |                                                                                             |                                                                                             |                                                                                             |                                                                                         |                                                                                         |                                                                                         |                                                                                         |                                                                     |                                                                     |                                                                     |                                                                     |                                                |                                                |                                                |                                                |                                                            |                                                            |                                                            |                                                            |                                                            |                                                            |                                                            |                                                            |                                                            |                                                            |                                              |                                              |                                              |                                              |                                            |                                            |                                 |                                 |                                                      |                                                      |                                                      |                                                      |                                                      |                                                      |  |  |  |  |  |  |  |  |  |  |  |  |
|  |  |  |  |                                                             |                                                             |                                                                           |                                                                           | Jean V de Parthenay-l'archevêque Senior de Mouchamps (Les Herbiers) zis Soubise (1512–1561) | Jean V de Parthenay-l'archevêque Senior de Mouchamps (Les Herbiers) zis Soubise (1512–1561) | Jean V de Parthenay-l'archevêque Senior de Mouchamps (Les Herbiers) zis Soubise (1512–1561) | Jean V de Parthenay-l'archevêque Senior de Mouchamps (Les Herbiers) zis Soubise (1512–1561) | Jean V de Parthenay-l'archevêque Senior de Mouchamps (Les Herbiers) zis Soubise (1512–1561) | Jean V de Parthenay-l'archevêque Senior de Mouchamps (Les Herbiers) zis Soubise (1512–1561) |                                                                                         |                                                                                         | Antoinette Bouchard d'Aubeterre (1535–1580) moștenitoare de Soubise                     | Antoinette Bouchard d'Aubeterre (1535–1580) moștenitoare de Soubise                     | Antoinette Bouchard d'Aubeterre (1535–1580) moștenitoare de Soubise | Antoinette Bouchard d'Aubeterre (1535–1580) moștenitoare de Soubise | Antoinette Bouchard d'Aubeterre (1535–1580) moștenitoare de Soubise | Antoinette Bouchard d'Aubeterre (1535–1580) moștenitoare de Soubise |                                                |                                                |                                                |                                                | Isabeau d'Albret (1513–c. 1570) mătușa lui Jeanne d'Albret | Isabeau d'Albret (1513–c. 1570) mătușa lui Jeanne d'Albret | Isabeau d'Albret (1513–c. 1570) mătușa lui Jeanne d'Albret | Isabeau d'Albret (1513–c. 1570) mătușa lui Jeanne d'Albret | Isabeau d'Albret (1513–c. 1570) mătușa lui Jeanne d'Albret | Isabeau d'Albret (1513–c. 1570) mătușa lui Jeanne d'Albret |                                                            |                                                            | René I de Rohan Viconte de Rohan (1516–1551)               | René I de Rohan Viconte de Rohan (1516–1551)               | René I de Rohan Viconte de Rohan (1516–1551) | René I de Rohan Viconte de Rohan (1516–1551) | René I de Rohan Viconte de Rohan (1516–1551) | René I de Rohan Viconte de Rohan (1516–1551) |                                            |                                            |                                 |                                 |                                                      |                                                      |                                                      |                                                      |                                                      |                                                      |  |  |  |  |  |  |  |  |  |  |  |  |
|  |  |  |  |                                                             |                                                             |                                                                           |                                                                           | Jean V de Parthenay-l'archevêque Senior de Mouchamps (Les Herbiers) zis Soubise (1512–1561) | Jean V de Parthenay-l'archevêque Senior de Mouchamps (Les Herbiers) zis Soubise (1512–1561) | Jean V de Parthenay-l'archevêque Senior de Mouchamps (Les Herbiers) zis Soubise (1512–1561) | Jean V de Parthenay-l'archevêque Senior de Mouchamps (Les Herbiers) zis Soubise (1512–1561) | Jean V de Parthenay-l'archevêque Senior de Mouchamps (Les Herbiers) zis Soubise (1512–1561) | Jean V de Parthenay-l'archevêque Senior de Mouchamps (Les Herbiers) zis Soubise (1512–1561) |                                                                                         |                                                                                         | Antoinette Bouchard d'Aubeterre (1535–1580) moștenitoare de Soubise                     | Antoinette Bouchard d'Aubeterre (1535–1580) moștenitoare de Soubise                     | Antoinette Bouchard d'Aubeterre (1535–1580) moștenitoare de Soubise | Antoinette Bouchard d'Aubeterre (1535–1580) moștenitoare de Soubise | Antoinette Bouchard d'Aubeterre (1535–1580) moștenitoare de Soubise | Antoinette Bouchard d'Aubeterre (1535–1580) moștenitoare de Soubise |                                                |                                                |                                                |                                                | Isabeau d'Albret (1513–c. 1570) mătușa lui Jeanne d'Albret | Isabeau d'Albret (1513–c. 1570) mătușa lui Jeanne d'Albret | Isabeau d'Albret (1513–c. 1570) mătușa lui Jeanne d'Albret | Isabeau d'Albret (1513–c. 1570) mătușa lui Jeanne d'Albret | Isabeau d'Albret (1513–c. 1570) mătușa lui Jeanne d'Albret | Isabeau d'Albret (1513–c. 1570) mătușa lui Jeanne d'Albret |                                                            |                                                            | René I de Rohan Viconte de Rohan (1516–1551)               | René I de Rohan Viconte de Rohan (1516–1551)               | René I de Rohan Viconte de Rohan (1516–1551) | René I de Rohan Viconte de Rohan (1516–1551) | René I de Rohan Viconte de Rohan (1516–1551) | René I de Rohan Viconte de Rohan (1516–1551) |                                            |                                            |                                 |                                 |                                                      |                                                      |                                                      |                                                      |                                                      |                                                      |  |  |  |  |  |  |  |  |  |  |  |  |
|  |  |  |  |                                                             |                                                             |                                                                           |                                                                           |                                                                                             |                                                                                             |                                                                                             |                                                                                             |                                                                                             |                                                                                             |                                                                                         |                                                                                         |                                                                                         |                                                                                         |                                                                     |                                                                     |                                                                     |                                                                     |                                                |                                                |                                                |                                                |                                                            |                                                            |                                                            |                                                            |                                                            |                                                            |                                                            |                                                            |                                                            |                                                            |                                              |                                              |                                              |                                              |                                            |                                            |                                 |                                 |                                                      |                                                      |                                                      |                                                      |                                                      |                                                      |  |  |  |  |  |  |  |  |  |  |  |  |
|  |  |  |  |                                                             |                                                             |                                                                           |                                                                           |                                                                                             |                                                                                             |                                                                                             |                                                                                             |                                                                                             |                                                                                             |                                                                                         |                                                                                         |                                                                                         |                                                                                         |                                                                     |                                                                     |                                                                     |                                                                     |                                                |                                                |                                                |                                                |                                                            |                                                            |                                                            |                                                            |                                                            |                                                            |                                                            |                                                            |                                                            |                                                            |                                              |                                              |                                              |                                              |                                            |                                            |                                 |                                 |                                                      |                                                      |                                                      |                                                      |                                                      |                                                      |  |  |  |  |  |  |  |  |  |  |  |  |
|  |  |  |  | Charles de Quellenec Baron du Pont, zis Soubise (1548–1572) | Charles de Quellenec Baron du Pont, zis Soubise (1548–1572) | Charles de Quellenec Baron du Pont, zis Soubise (1548–1572)               | Charles de Quellenec Baron du Pont, zis Soubise (1548–1572)               | Charles de Quellenec Baron du Pont, zis Soubise (1548–1572)                                 | Charles de Quellenec Baron du Pont, zis Soubise (1548–1572)                                 |                                                                                             |                                                                                             | Catherine de Parthenay D-ră de Soubise Mama Rohanilor moștenitoare de Rohan (1554–1631)     | Catherine de Parthenay D-ră de Soubise Mama Rohanilor moștenitoare de Rohan (1554–1631)     | Catherine de Parthenay D-ră de Soubise Mama Rohanilor moștenitoare de Rohan (1554–1631) | Catherine de Parthenay D-ră de Soubise Mama Rohanilor moștenitoare de Rohan (1554–1631) | Catherine de Parthenay D-ră de Soubise Mama Rohanilor moștenitoare de Rohan (1554–1631) | Catherine de Parthenay D-ră de Soubise Mama Rohanilor moștenitoare de Rohan (1554–1631) |                                                                     |                                                                     | René II de Rohan Viconte de Rohan (1550–1585)                       | René II de Rohan Viconte de Rohan (1550–1585)                       | René II de Rohan Viconte de Rohan (1550–1585)  | René II de Rohan Viconte de Rohan (1550–1585)  | René II de Rohan Viconte de Rohan (1550–1585)  | René II de Rohan Viconte de Rohan (1550–1585)  |                                                            |                                                            | Henri I de Rohan Viconte de Rohan (1535–1575)              | Henri I de Rohan Viconte de Rohan (1535–1575)              | Henri I de Rohan Viconte de Rohan (1535–1575)              | Henri I de Rohan Viconte de Rohan (1535–1575)              | Henri I de Rohan Viconte de Rohan (1535–1575)              | Henri I de Rohan Viconte de Rohan (1535–1575)              |                                                            |                                                            | Jean de Rohan senior de Frontenay (?–1574)   | Jean de Rohan senior de Frontenay (?–1574)   | Jean de Rohan senior de Frontenay (?–1574)   | Jean de Rohan senior de Frontenay (?–1574)   | Jean de Rohan senior de Frontenay (?–1574) | Jean de Rohan senior de Frontenay (?–1574) |                                 |                                 | Françoise de Rohan Doamnă de la Garnache (1540–1590) | Françoise de Rohan Doamnă de la Garnache (1540–1590) | Françoise de Rohan Doamnă de la Garnache (1540–1590) | Françoise de Rohan Doamnă de la Garnache (1540–1590) | Françoise de Rohan Doamnă de la Garnache (1540–1590) | Françoise de Rohan Doamnă de la Garnache (1540–1590) |  |  |  |  |  |  |  |  |  |  |  |  |
|  |  |  |  | Charles de Quellenec Baron du Pont, zis Soubise (1548–1572) | Charles de Quellenec Baron du Pont, zis Soubise (1548–1572) | Charles de Quellenec Baron du Pont, zis Soubise (1548–1572)               | Charles de Quellenec Baron du Pont, zis Soubise (1548–1572)               | Charles de Quellenec Baron du Pont, zis Soubise (1548–1572)                                 | Charles de Quellenec Baron du Pont, zis Soubise (1548–1572)                                 |                                                                                             |                                                                                             | Catherine de Parthenay D-ră de Soubise Mama Rohanilor moștenitoare de Rohan (1554–1631)     | Catherine de Parthenay D-ră de Soubise Mama Rohanilor moștenitoare de Rohan (1554–1631)     | Catherine de Parthenay D-ră de Soubise Mama Rohanilor moștenitoare de Rohan (1554–1631) | Catherine de Parthenay D-ră de Soubise Mama Rohanilor moștenitoare de Rohan (1554–1631) | Catherine de Parthenay D-ră de Soubise Mama Rohanilor moștenitoare de Rohan (1554–1631) | Catherine de Parthenay D-ră de Soubise Mama Rohanilor moștenitoare de Rohan (1554–1631) |                                                                     |                                                                     | René II de Rohan Viconte de Rohan (1550–1585)                       | René II de Rohan Viconte de Rohan (1550–1585)                       | René II de Rohan Viconte de Rohan (1550–1585)  | René II de Rohan Viconte de Rohan (1550–1585)  | René II de Rohan Viconte de Rohan (1550–1585)  | René II de Rohan Viconte de Rohan (1550–1585)  |                                                            |                                                            | Henri I de Rohan Viconte de Rohan (1535–1575)              | Henri I de Rohan Viconte de Rohan (1535–1575)              | Henri I de Rohan Viconte de Rohan (1535–1575)              | Henri I de Rohan Viconte de Rohan (1535–1575)              | Henri I de Rohan Viconte de Rohan (1535–1575)              | Henri I de Rohan Viconte de Rohan (1535–1575)              |                                                            |                                                            | Jean de Rohan senior de Frontenay (?–1574)   | Jean de Rohan senior de Frontenay (?–1574)   | Jean de Rohan senior de Frontenay (?–1574)   | Jean de Rohan senior de Frontenay (?–1574)   | Jean de Rohan senior de Frontenay (?–1574) | Jean de Rohan senior de Frontenay (?–1574) |                                 |                                 | Françoise de Rohan Doamnă de la Garnache (1540–1590) | Françoise de Rohan Doamnă de la Garnache (1540–1590) | Françoise de Rohan Doamnă de la Garnache (1540–1590) | Françoise de Rohan Doamnă de la Garnache (1540–1590) | Françoise de Rohan Doamnă de la Garnache (1540–1590) | Françoise de Rohan Doamnă de la Garnache (1540–1590) |  |  |  |  |  |  |  |  |  |  |  |  |
|  |  |  |  |                                                             |                                                             |                                                                           |                                                                           |                                                                                             |                                                                                             |                                                                                             |                                                                                             |                                                                                             |                                                                                             |                                                                                         |                                                                                         |                                                                                         |                                                                                         |                                                                     |                                                                     |                                                                     |                                                                     |                                                |                                                |                                                |                                                |                                                            |                                                            |                                                            |                                                            |                                                            |                                                            |                                                            |                                                            |                                                            |                                                            |                                              |                                              |                                              |                                              |                                            |                                            |                                 |                                 |                                                      |                                                      |                                                      |                                                      |                                                      |                                                      |  |  |  |  |  |  |  |  |  |  |  |  |
|  |  |  |  |                                                             |                                                             |                                                                           |                                                                           |                                                                                             |                                                                                             |                                                                                             |                                                                                             |                                                                                             |                                                                                             |                                                                                         |                                                                                         |                                                                                         |                                                                                         |                                                                     |                                                                     |                                                                     |                                                                     |                                                |                                                |                                                |                                                |                                                            |                                                            |                                                            |                                                            |                                                            |                                                            |                                                            |                                                            |                                                            |                                                            |                                              |                                              |                                              |                                              |                                            |                                            |                                 |                                 |                                                      |                                                      |                                                      |                                                      |                                                      |                                                      |  |  |  |  |  |  |  |  |  |  |  |  |
|  |  |  |  |                                                             |                                                             | Henri II de Rohan Viconte, apoi primul duce de Rohan, în 1603 (1579–1638) | Henri II de Rohan Viconte, apoi primul duce de Rohan, în 1603 (1579–1638) | Henri II de Rohan Viconte, apoi primul duce de Rohan, în 1603 (1579–1638)                   | Henri II de Rohan Viconte, apoi primul duce de Rohan, în 1603 (1579–1638)                   | Henri II de Rohan Viconte, apoi primul duce de Rohan, în 1603 (1579–1638)                   | Henri II de Rohan Viconte, apoi primul duce de Rohan, în 1603 (1579–1638)                   |                                                                                             |                                                                                             | Benjamin de Rohan Duce de Frontenay, baron de Soubise (1583–1642)                       | Benjamin de Rohan Duce de Frontenay, baron de Soubise (1583–1642)                       | Benjamin de Rohan Duce de Frontenay, baron de Soubise (1583–1642)                       | Benjamin de Rohan Duce de Frontenay, baron de Soubise (1583–1642)                       | Benjamin de Rohan Duce de Frontenay, baron de Soubise (1583–1642)   | Benjamin de Rohan Duce de Frontenay, baron de Soubise (1583–1642)   |                                                                     |                                                                     | Henriette de Rohan numită Cocoșata (1577–1624) | Henriette de Rohan numită Cocoșata (1577–1624) | Henriette de Rohan numită Cocoșata (1577–1624) | Henriette de Rohan numită Cocoșata (1577–1624) | Henriette de Rohan numită Cocoșata (1577–1624)             | Henriette de Rohan numită Cocoșata (1577–1624)             |                                                            |                                                            | Catherine de Rohan măritată cu Jean de Bavière (1580–1607) | Catherine de Rohan măritată cu Jean de Bavière (1580–1607) | Catherine de Rohan măritată cu Jean de Bavière (1580–1607) | Catherine de Rohan măritată cu Jean de Bavière (1580–1607) | Catherine de Rohan măritată cu Jean de Bavière (1580–1607) | Catherine de Rohan măritată cu Jean de Bavière (1580–1607) |                                              |                                              | Anne de Rohan poetă (1584–1646)              | Anne de Rohan poetă (1584–1646)              | Anne de Rohan poetă (1584–1646)            | Anne de Rohan poetă (1584–1646)            | Anne de Rohan poetă (1584–1646) | Anne de Rohan poetă (1584–1646) |                                                      |                                                      |                                                      |                                                      |                                                      |                                                      |  |  |  |  |  |  |  |  |  |  |  |  |

### Ruinată de război
În 1583 Jean de La Gessée i-a dedicat o poezie în lucrarea sa Jeunesses:
| « À celle qui nasquit du cerveau de son père Montre les deux effets de sa divinité : Chrétien, je m'en rapporte à son antiquité Qui seule a pour témoin la grèce mensongère Si ces vierges qui ont Mnémosyne pour mère Aident au poête saint, j'en crois la vérité, Madame, votre esprit et votre dignité, Valent bien que vous seule à toutes on préfère. Ce qu'on dit de Pallas n'est que fable et qu'abus, Menteur est le récit des neuf sœurs de Phébus : Mais quoi ? Vous recueillez une plus grand' merveille. Car très belle et très docte à l'envi paraissant Aux voyants, aux Oyants, vous allez ravissant L'amitié par les yeux et l'âme par l'oreille. » | „Celei care s-a născut din creierul tatălui ei Arată cele două aspecte ale divinității sale: Creștin, mă raportez la antichitatea sa Care are ca martor doar pe mincinoasa Grecie Dacă aceste fecioare care o au pe Mnemosyne drept mamă Îl ajută pe poetul sfânt, eu cred adevărul, Doamnă, spiritul și demnitatea dumneavoastră, Vă face să fiți preferata noastră, a tuturor. Ceea ce se spune despre Pallas nu este decât poveste și exagerare, Mincinoasă este povestea celor nouă surori ale lui Phoebus: Dar ce? Obțineți o minune mai mare. Pentru că apăreți foarte frumoasă și învățată, așa cum se dorește. Pentru cei care văd, pentru cei ce ascultă, le veți încânta Prietenia cu ochii și sufletul cu urechea.” |

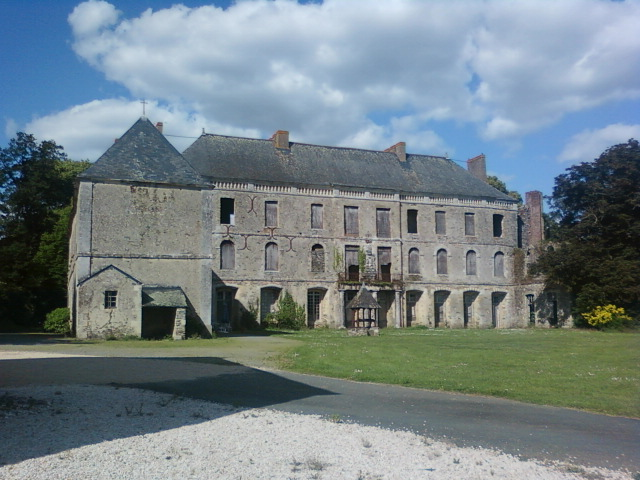
Castelul din Parc-Soubise, reconstruit în 1771, și ars de atunci

În reședințele sale de la Parc-Soubise, parohia Mouchamps din Vendée (Bas Poitou) și Blain, Catherine a fost efectiv sufletul unei intense vieți politice, culturale și religioase. Dar curând, noul ei soț a plecat la luptă. Războaiele au reînceput, iar Catherine s-a refugiat în Poitou cu copiii și pisicile sale, apoi în La Rochelle, unde René de Rohan a murit la 27 aprilie 1586 în urma luptelor. Rămasă văduvă a doua oară și fără protecție împotriva armatelor lui Mercœur, a părăsit definitiv Bretania pentru a se întoarce în Parc-Soubise, unde s-a retras până în 1587. La 7 iunie 1587 a primit o vizită a lui Henric de Navara în Parc-Mouchamps, apoi încă una la 27 octombrie, dar când armatele catolice au trecut prin Poitou, a trebuit să se refugieze din nou în La Rochelle. Parc-Soubise a fost invadat de trupele lui Mercœur. Mobila sa a fost vândută, iar prada a fost împărțită între soldați.
În decembrie 1589 Pontivy a căzut în mâinile Ligii. Catherine s-a mutat înapoi la Mouchamps. În acești ani de război, ea l-a găzduit temporar pe fostul ei preceptor, François Viète, care și-a împărțit apoi zilele între Fontenay, Mouchamps și Beauvoir sur Mer, lângă Françoise de Rohan. El a comparat-o cu legendara strămoșă a familiei Parthenay, zâna Melusina. I-a rămas prieten, iar în 1591 i-a dedicat celebra sa lucrare In Artem Analyticem Isagoge (Introducere în arta analitică), o carte care a stabilit utilizarea notațiilor simbolice în algebră. În ea matematicianul declară că îi datorează primele sale lucrări și îi face o serie de complimente. :
| « C'est à vous, auguste fille de Mélusine, que je dois surtout mes études de mathématique, auxquels m'ont poussé votre amour pour cette science, la très-grande connaissance que vous en possédez, et même ce savoir en toute science que l'on ne saurait trop admirer dans une femme de race si royale et si noble. » |  | „Ție, augustă fiică a Melusinei, îmi datorez mai presus de toate studiile mele de matematică, la care m-au împins dragostea ta pentru această știință, cunoștințele vaste pe care le posezi despre ea și chiar aceste cunoștințe în toate științele pe care nu le poți admira prea mult la o femeie de condiție atât de regală și nobilă.” |
Cât despre Blain, Catherine a încercat în zadar, prin intermediul ambasadelor sale la Mercœur și la cavalerul de Goust, care comanda garnizoana de acolo, să evite distrugerile. Însă armatele catolice l-au cucerit în 1591, în timpul unui asediu care l-a ruinat aproape în întregime.

### Arta în serviciul politicii

#### Spectacole

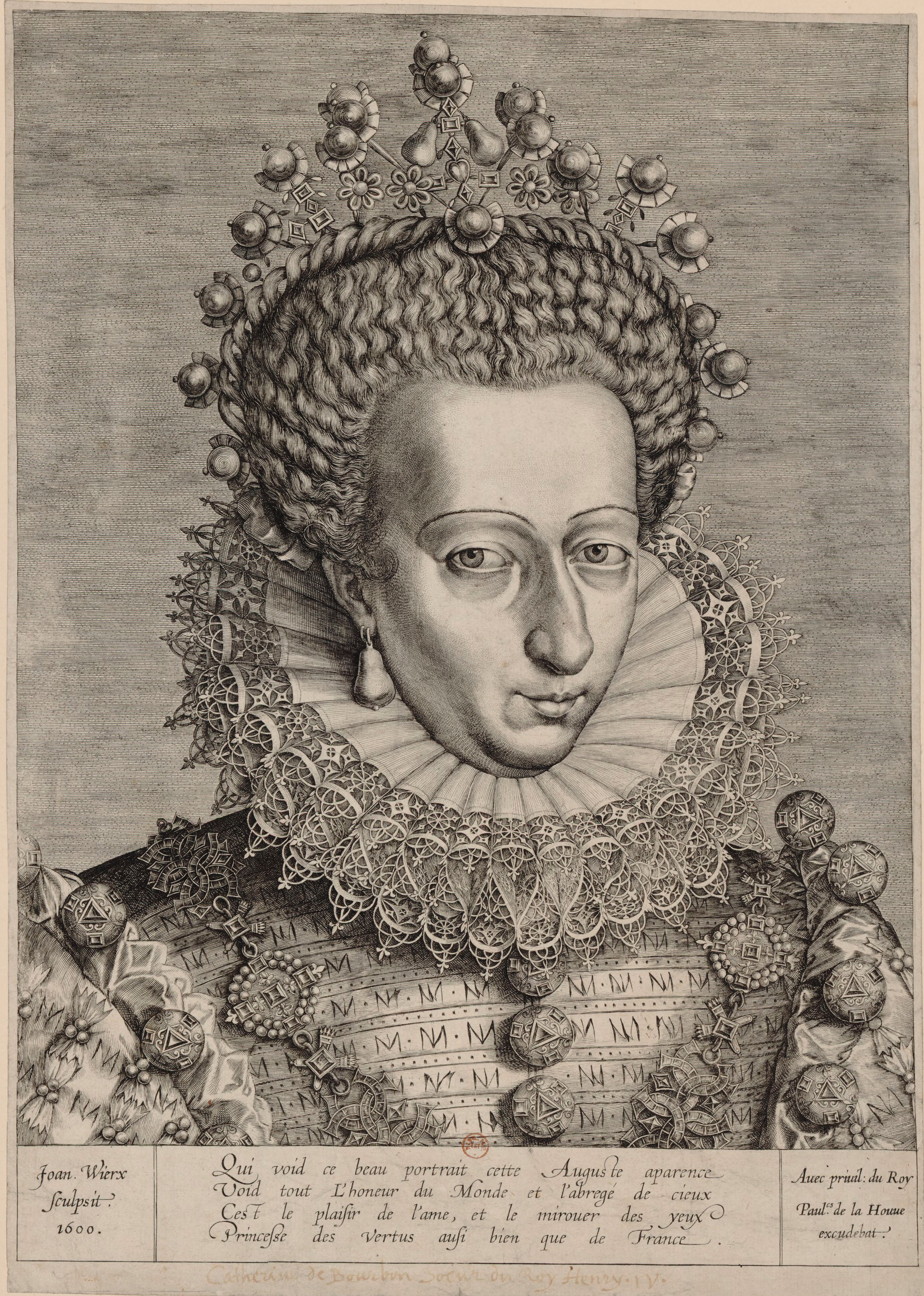
Catherine de Bourbon, sora lui Henric al IV-lea

După ce Tours a devenit capitala regatului între 1589 și 1594, Catherine de Parthenay s-a întors acolo, la curtea lui Henric al IV-lea și a surorii sale, Catherine de Bourbon, căreia i-a fost una dintre cele mai fidele prietene. Îi place să scrie, încearcă poezii și tragedii. Se cunosc trei spectacole (balete) versificate ale ei pe care între 1592 și 1593 le-a pus în scenă la Pau și Tours și în care a jucat ea însăși, înconjurată de copiii săi. Două dintre aceste balete (publicate de Jamet Mettayer) sunt dedicate surorii lui Henric al IV-lea și o au ca subiect. În 1593, unul dintre ele a fost jucat la balul Doamnei, dat de Catherine la Tours, în onoarea acestei prințese.
Tema lor variază în jurul interdicției lui Henric al IV-lea făcută surorii sale de a se apropia de Carol de Bourbon, conte de Soissons, cu care Catherine de Bourbon avea o promisiune de căsătorie. Dansul și discursurile îi pun pe cavalerii francezi, interpretați de propriii fii ai Catherinei, împotriva cavalerilor bearnezi, interpretați de pajii ei. Unii susțin că de acum înainte bearneza aparține națiunii (și trebuie să se căsătorească cu un prinț francez), alții vor să o păstreze în Navarra. În aceste două balete, fiicele Catherinei interpretează rolurile Nimfei, Dianei și a lui Cupidon, asistate de domnișoarele de onoare ale casei de Rohan. În cele din urmă, luptele oferă avantaj francezilor grație intervenției lui Mercur, reprezentându-l pe Jupiter, și triumfului lui Cupidon asupra nimfelor.
La al treilea balet, Médée, intriga depășește problemele familiale. Decorul este simplu: are nevoie de doar două platforme: un tron sub baldachin, pentru vrăjitoarea Medeea, în fundul camerei, și o cavernă pentru Sibilă, pe o parte, dar, deși cuprinde cântece, lupte și dansuri, acest balet, țesut din lungi povești recitate, este o pledoarie politică în care Medeea, care simbolizează Spania, pe atunci aliată a Ligii, se străduiește în zadar să le ia francezilor libertatea. Se încheie cu triumful Franței.
Versurile din aceste balete sunt într-un limbaj deja clasic, prefigurând limbajul lui Malherbe și strofele lui Corneille. Sunt pline de umor și se recunoaște cu ușurință spiritul lui Mouchamps în ele. Dintre aceste versuri se citează mai jos:
| « Elles entrent déjà ; Amour les suit après. muni d'arc et de feux, de flèches et de traits, bouillant d'un chaud désir et d'une belle envie d'en emporter le prix ou d'y perdre la vie. » |  | „Ele deja intră; Cupidon le urmează. echipat cu arc și săgeți de foc, clocotind de o dorință fierbinte și o ambiție frumoasă să iei premiul sau să-ți pierzi viața.” |
Rolul lui Cupidon a fost interpretat de fiica ei, Anne, pe atunci în vârstă de nouă ani:
| « Je ne saurais souffrir qu'on me donne la loi. Je ne suis pas enfant, non ce n'est pas à moi Qu'il faut lier les mains, limitant ma puissance. Je leur montrerai bien que je suis hors d'enfance. Ils ont, sans m'appeler, tenu conseil aux cieux, Où faisant assembler la grand troupe des Dieux, Qui au ciel, à la terre et aux enfers, commande (Ma mère seulement n'a été de leur bande) Ils ont chassé encore la jeunesse et le jeu Craignant que leur conseil ne fut su par ces deux, Qui sont mes chers amis. Mais ce petit folâtre Le jeu, feignant sortir, s'en est allé s'ébattre Sous la robe de Flore, il s'est allé cacher Pour ouïr leur discours. Puis m'est venu chercher Pour me donner avis de leur belle ordonnance : C'est qu'ils ont résolu de me faire défense D'aller plus sans Raison. Moi, je n'en ferais rien... » | „Nu pot suporta să mi se impună legea. Nu sunt un copil, nu, nu sunt eu cel ale cărei Mâini trebuie legate, limitându-mi puterea. Le voi arăta că am depășit copilăria. Ei, fără să mă cheme, au ținut sfat cu cerurile, Unde adunând marea trupă a Zeilor, Care poruncesc cerului, pământului și iadului (Doar că mama nu făcea parte din gașca lor) Au alungat din nou tinerețea și jocul Temându-se că sfatul lor va fi cunoscut de aceștia doi, Care sunt dragii mei prieteni. Dar acest mic nebunatic, Jocul, prefăcându-se că pleacă, s-a dus să se joace Sub rochia Florei, s-a dus să se ascundă Să le audă discursul. Apoi a venit să mă caute Ca să mă anunțe de frumosul lor ordin: Este vorba despre faptul că au decis să mă oprească De a merge mai departe fără motiv. N-aș face nimic... ” |
Din 1595, Catherine de Parthenay a făcut parte din cercurile protestante ostile abjurării lui Henric al IV-lea. În 1596 Henric al IV-lea s-a plâns de ea surorii sale, dar aceasta și-a apărat prietena într-o scrisoare nedatată:
| « Sy madame de Rohan vous a ofancé, elle ne m'a laysée sans en pouvoir dire autant, comme je vous pourois faire voir si je n'avois maintenant un autre suget quy me point plus l'âme. C'est donc à elle, Monsieur, à vous respondre de ses actions, et à moy à vous faire ressouvenir des miennes pasées et présantes. » |  | „Dacă doamna de Rohan v-a jignit, ea nu m-a părăsit fără să poată spune tot atât cât v-aș putea arăta dacă n-aș avea acum un alt subiect care mă frământă mai mult. Prin urmare, depinde de ea, domnule, să vă răspundă pentru acțiunile sale și depinde de mine să vă reamintesc de trecutul și prezentul meu. ” |

#### Pamfletul

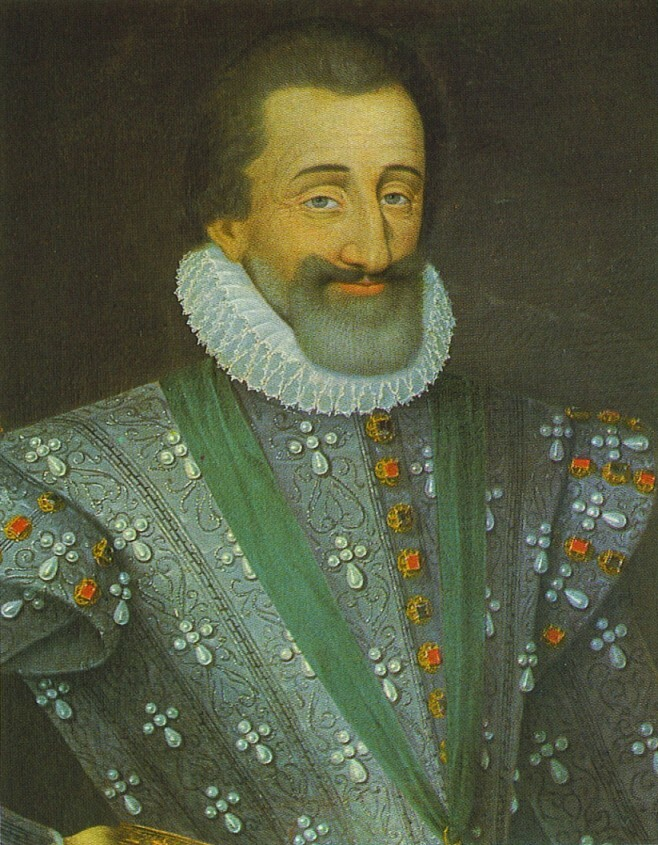
Henric al IV-lea

Pe lângă Catherine de Bourbon, sora regelui, care a rămas protestantă, mama Rohanilor a fost prietenă cu Louise de Coligny, fiica regretatului amiral Gaspard al II-lea de Coligny. La fel ca prințesa, aceștia din urmă erau ținta criticilor membrilor Ligii și a politicienilor, care le reproșau loialitatea lor față de reformă, precum și intransigența lor religioasă. La 22 ianuarie 1595 Catherine de Parthenay a ținut o cuvântare la Paris, spre marea nemulțumire a parizienilor, care au rămas membri ai Ligii. Ceremonia a reunit 700–800 de persoane la Madame (sora regelui) și se vorbea despre zdrobirea lor. În același an, nu numai că a ținut cuvîntarea la Paris, la casa surorii regelui, dar l-a și supărat pe „galantul verde” (regele) în Apologie pour le Roi Henri IV envers ceux qui le blâment de ce qu'il « gratifie plus ses ennemis que ses serviteurs », faite en l'année 1596 (în română Apologie regelui Henric al IV-lea față de cei care îl învinovățesc că „își satisface mai mult dușmanii decât slujitorii”, scrisă în anul 1596). Această broșură, publicată anonim îi este atribuită unanim. Acolo, ea reia în termeni viguroși apărarea surorii regelui:
| « C'est le prince du monde qui sait autant faire beaucoup de peu. En voulez-vous une preuve ? Il n'a qu'une sœur ; il en a déjà fait une douzaine de maris et en fera mille s'il trouve autant de princes dociles qui veulent suivre ses enseignements. Mais avec quel jugement pensez-vous qu'il ait conduit tous ces mariages ? Quelle proportion y a-t-il tenue pour garder que pas un de tous ces princes n'eût avantage l'un sur l'autre et les rendre à la fin également contents ? Ne l'a-t-il pas offerte à cinq ou six en même temps ; à peine que je ne dis en même jour, en mandant à l'un : venez-moi trouver, je vous donnerai ma sœur ; à l'autre : faites faire la paix par ceux de votre parti, je vous donnerai ma sœur ; à l'autre : gardez-moi votre province favorable, je vous donnerai ma sœur. Et n'était-il pas dès lors pourvu de difficultés qui lui devaient faire trouver à l'un la diversité de la langue du pays, à l'autre la différence de religion, à l'autre le parentage, à l'autre la volonté de sa sœur, afin que par cet égal contentement il leur ôtât tout sujet de querelle ou dispute à l'avenir. Prince vraiment politique ! Et puis direz-vous... que ce soient-là des efforts d'une âme qui ne sache autre chose, sinon cette vieille routine de promettre et puis tenir, d'observer une parole quand elle est donnée, artifice d'État beaucoup plus délié, leçons du docte Machiavel dextrement pratiquées, digne observation des maximes de la reine mère du feu roi, qui ne faisait jamais la paix avec les huguenots qu'elle n'eût déjà résolu le moyen de la rompre ! » |  | „El este prințul lumii care știe să facă atât de multe cu atât de puțin. Vreți o dovadă? El are o singură soră, pentru care a găsit deja o duzină de soți și va găsi și o mie dacă vor fi tot atâția prinți docili care vor să-i urmeze învățăturile. Dar cu ce gânduri credeți că a pus la cale toate aceste căsătorii? Ce proporții au fost păstrate pentru a se asigura că niciunul dintre acești prinți nu a avut vreun avantaj față de altul și să fie în cele din urmă la fel de mulțumiți? Nu le-a fost oferită la cinci sau șase în același timp? Mai că a spus în aceeași zi, adresându-se unuia: vino la mine, ți-o voi da pe sora mea; altuia: fă pace între cei din partida ta, ți-o voi da pe sora mea; celuilalt: păstrează-mi provincia ta favorabilă, ți-o voi da pe sora mea. Și oare atunci el nu era ținut de dificultăți care l-ar fi făcut să-i obiecteze unuia diversitatea limbii țării, altuia diferența de religie, altuia rudenia, altuia voința surorii sale, astfel încât, prin această mulțumire egală, ar îndepărta de ei orice subiect de ceartă sau dispută în viitor? Un adevărat prinț politic! Și atunci veți spune... că acestea sunt eforturile unui suflet care nu știe nimic altceva, decât această veche rutină de a promite și apoi de a se ține, de a se ține de cuvânt atunci când este dat, un artificiu de stat mult mai subtil, lecții ale învățatului Machiavelli practicate cu dibăcie, demnă observare a maximelor reginei mamă a răposatului rege, care nu a făcut niciodată pace cu hughenoții până când nu s-a hotărât deja asupra mijloacelor de a o rupe!” |
Ea îi reproșează lui Henric al IV-lea în special că nu și-a respectat promisiunile:
| « Mais quoi ! disent là-dessus quelques cérémonieux, n'y va-t-il point de la conscience de promettre ainsi et ne tenir point ? Ne vaudrait-il pas mieux faire un peu moins bien ses affaires ? Et puis n'est-ce point faire tort à sa sœur que de se servir ainsi d'elle comme d'un appât pour tromper tous les princes de la chrétienté ? » |  | „Dar ce?! vor zice despre asta unii formaliști, nu este oare o chestiune de conștiință să promiți și să nu te ții? N-ar fi mai bine să-și facă afacerile ceva mai puțin bine? Și atunci, nu este oare o nedreptate față de sora lui să o folosească drept momeală pentru a-i înșela pe toți prinții creștinătății?” |
| « – Pauvres ignorants et oublieux de ce que je vous ai dit tant de fois ! Ne vous ai-je point assez avertis que ce prince se gouverne d'une façon rare et extraordinaire ? Que ses vertus diffèrent autant de celles des autres princes, comme font les choses visibles des invisibles, les intellectuelles des matérielles ? Et cependant vous le voulez toujours mesurer à l'aune des autres, comme si vous aviez affaire ici à un roi Louis XII ou à un grand roi François premier, princes vraiment vertueux, mais non de la façon de celui-ci... Il sait quand il faut promettre et quand il faut tenir. » |  | „– Bieți ignoranți și uituci ai celor ce v-am spus de atâtea ori! Nu v-am avertizat îndeajuns că acest prinț se conduce singur într-un mod rar și extraordinar? Că virtuțile sale diferă la fel de mult de cele ale altor prinți precum lucrurile vizibile de lucrurile invizibile, lucrurile intelectuale de lucrurile materiale? Și totuși vreți mereu să măsurați unele cu altele, ca și cum ați avea de-a face aici cu un rege Ludovic al XII-lea sau cu un mare rege Francisc I, prinți cu adevărat virtuoși, dar nu în felul acestuia... El știe când să promită și când să se țină [de promisiune].” |
Și continuă, pe un ton amuzat:
| « De plus, il ne fait rien pratiquer à sa sœur qu'il n'ait pratiqué le premier ; il la traite en cet endroit comme sa propre personne. N'est-ce pas lui témoigner qu'il l'aime comme soi-même ? Et si après cela il faisait quelque chose pour elle ! Mais il semble qu'il ne s'en soucie point, qu'il cherche seulement par ces moyens de lui faire passer la fleur de son âge sans être mariée ; il lui dénie toute autorité, il ne lui donne rien et même lui diminue, en tout ce qu'il peut, ce qui lui appartient. » |  | „Mai mult, nu o pune pe sora sa să aplice nimic din ceea ce el nu a exersat mai întâi; el o tratează în acest domeniu ca pe propria sa persoană. Nu-i arată asta că o iubește ca pe sine însuși? Și dacă după aceea a făcut ceva pentru ea! Dar se pare că nu-i pasă deloc, că nu caută decât prin aceste mijloace să o facă să-i treacă floarea tinereții fără să se mărite; îi neagă orice autoritate, nu-i dă nimic și chiar îi diminuează, cât poate, ceea ce îi aparține.” |
| « – Ce ne sont pas là, ce me semble, de grandes marques de son amitié ? |  | „– Nu sunt acestea, după cum îmi pare, dovezi mărețe ale prieteniei sale?” |
| « – Esprits grossiers et âmes terrestres, qui appelez biens ces choses corporelles et sensibles, comme les richesses, les honneurs et le contentement ; qui ne savez pas goûter que le seul sage est heureux, que le souverain bien gît en l'âme et la parfaite félicité consiste en la seule vertu ! Si vous aviez des yeux spirituels pour connaître les invisibles effets par lesquels il oblige cette sœur bien-aimée, combien vous la jugeriez redevable ! Les autres rois ont gratifié leurs sœurs, leurs filles, leurs parents de dons, d'apanages, de grandeur et d'autorité ; celui-ci fait bien de plus riches présents à sa sœur, il l'enrichit de vertus, d'honneur et de réputation ; il l'instruit à la patience et à la tolérance de toutes sortes d'incommodités ; il lui enseigne la frugalité, la lui fait pratiquer tous les jours ; il lui apprend à se contenter de peu, et quelquefois de rien du tout. N'est-ce point l'obliger que cela ? Et, non content encore, il lui fait acquérir la réputation (aux dépens de la sienne propre) d'être la plus pleine de patience, respect et obéissance que nulle autre qui soit sur la terre et enfin d'être la princesse qui sait le mieux ployer sous les volontés du plus rigoureux frère du monde. » |  | „– Spirite înguste și suflete pământești, care consideră bune acele lucruri trupești și sensibile, cum ar fi bogățiile, onorurile și mulțumirea; care nu știu să aprecieze că numai omul înțelept este fericit, că binele suveran rezidă în suflet și fericirea perfectă constă numai în virtute! Dacă ați avea ochi spirituali ca să cunoașteți efectele invizibile prin care el o îndatorează pe această iubită soră, cât de îndatorată ați judeca-o! Alți regi le-au dăruit surorilor, fiicelor, rudelor lor daruri, apanaje, grandoare și autoritate; el îi oferă surorii sale daruri mult mai de valoare, o îmbogățește cu virtuți, onoare și reputație; o instruiește în răbdare și toleranță față de tot felul de inconveniente; o învață frugalitatea, o pune să o practice în fiecare zi; o învață să se mulțumească cu puțin, iar uneori cu nimic. N-o obligă prin asta? Și, nemulțumit încă, îi dă reputația (în detrimentul propriei sale [reputații]) de a fi cea mai răbdătoare, respectuoasă și ascultătoare dintre toate celelalte de pe pământ și, în cele din urmă, de a fi prințesa care știe cel mai bine să se supună voinței celui mai riguros frate din lume.” |
Regaliștii atribuie tonul acru disprețului, Henric al IV-lea nu și-a dus la bun sfârșit pasiunea pe care o arătase pentru fiica ei, Catherine de Rohan. Însă criticile Catherinei de Parthenay depășesc certurile familiale. Ceea ce îi reproșează regelui și, odată cu el, unei mari părți a nobilimii protestante, este sacrificarea prietenilor și a partidei sale, acordând prea multă generozitate celor raliați și celor învinși.

### Sfârșitul unei eroine

#### Întoarcerea la Blain
Henri de Rohan și fratele său Benjamin de Rohan luptau în armatele lui Henric al IV-lea. Mama lor i-a urmat pe câmpul de luptă. Când generozitatea lui Henric al IV-lea și armatele sale au învins trupele Ligii conduse de Mercœur, mama Rohanilor a participat probabil la semnarea Edictului de la Nantes. Ea era prezentă în acest oraș la 9 aprilie. În 1598 Catherine a putut în sfârșit să se întoarcă la castelul ei din Blain⁠(d), ruinat și jefuit, căruia i-a dedicat eforturile pentru restaurarea lui în anii următori. În 1599 ea a repatriat acolo trupul soțului ei, oferindu-i o înmormântare magnifică. Apoi a locuit temporar la Château de Fresnaye din Plessé.

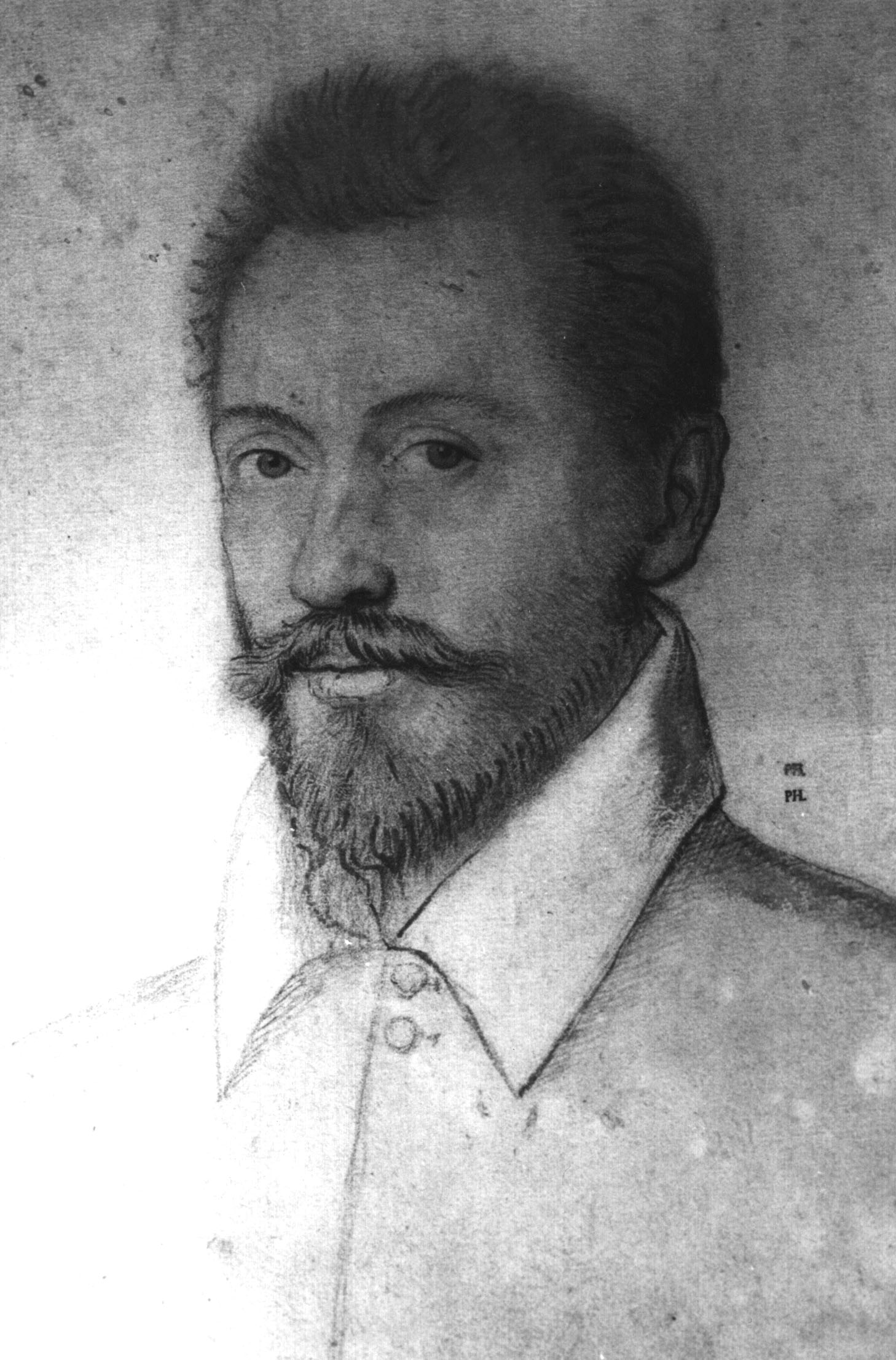
Philippe Duplessis-Mornay (1549-1623)

În 1598 l-a rugat pe rege prin intermediul lui Philippe Duplessis-Mornay să-i permită să vândă pământ în numele copiilor săi minori, al căror tutore era Henric al IV-lea.
În 1599 a intentat un proces împotriva cavalerului Jean de Montauban, cunoscut sub numele de De Goust, care ocupase castelul Blain și devastase teritoriile Bretaniei în timpul ultimelor războaie civile. Pentru a facilita apărarea împotriva lui Guébriant și Mercœur, De Goust a demolat satul Pavé, moara și toate clădirile situate în afara zidurilor (anexe, locuințe, galerii, teren de jeu de paume etc.) sub pretextul că ar fi putut facilita apropierea atacatorilor. De Goust a evadat din galerele lui Mercœur și a trebuit să plătească niște despăgubiri, dar odată cu Edictul de Pacificare, Henric al IV-lea l-a absolvit pe acest căpitan. Acest fapt poate explica și el nemulțumirile Catherinei de Parthenay față de rege.
Totuși, se pare că Henric al IV-lea și Catherina de Parthenay s-au împăcat: ea avea probleme financiare, iar el se gândea să o căsătorească cu mareșalul Biron sau chiar să o înzestreze cu 300.000 de scuzi. Nicole Vray crede că ea nu a știut nimic.

#### Strategii matrimoniale
În 1600 fiicele sale au făcut parte din procesiunea care a venit să o întâmpine pe Maria de' Medici. În anul următor, 1601, Catherine a purtat-o la botez pe Catherine de Jaucourt, nepoata lui Duplessis-Mornay. În 1604, cu puțin timp înainte de moartea sa, sora regelui a organizat căsătoria finei sale, Catherine de Rohan, cu Ducele de Deux-Ponts. (și se pare că pregătea pe cea a lui Henri, tânărul Duce de Rohan, ridicat la titlul de nobil în anul precedent cu Marguerite de Béthunes, fiica cea mare a lui Sully). În noiembrie din același an Catherine și-a scris testamentul, în care cerea să fie înmormântată lângă soțul ei, în castelul ei din Blain. În 1605 Henric al IV-lea a acceptat căsătoria la biserica din Ablon a lui Henri de Rohan și a Margueritei de Béthune (în vârstă de 10 ani), acordându-le 20.000 de scuzi. În mai, Catherine de Parthenay a deplâns moartea ultimului fiu al lui Duplessis și a soției sale, cu care era prietenă.
La 20 mai 1607 a murit în urma unei nașteri fiica sa, Catherine, care, căsătorită timp de trei ani cu prințul Jean de Bavière, a scris:
| « Autant que loin de vous ma mort serait amère, Hélas, je meurs contente et bénie ses douceurs En mourant dans le sein d'une si digne mère Et dans les bras aimés de deux si chères sœurs. » |  | „Departe de tine moartea mea ar fi amară, Vai, mor mulțumită și binecuvântată de dulceața De a muri în brațele unei mame atât de vrednice Și în brațele iubitoare ale două surori dragi.” |
Catherine n-a reușit să găsească parteneri potriviți pentru celelalte două fiice ale sale, Henriette și Anne, deoarece potențialii pretendenți s-au retras. Ducele de Saint-Simon a notat în memoriile sale: :
| « Monsieur de Sully, en faisant le mariage de sa fille [avec Henri II de Rohan], représenta si bien à Henri IV l’honneur que cette branche de Rohan avait de lui appartenir de fort près, et d’être même l’héritière de la Navarre, s’il n’avait point d’enfants, par Isabelle de Navarre, sa grand’tante et leur grand’mère, qu’il obtint un tabouret de grâce aux deux sœurs de son gendre, l’autre étant déjà mariée, mais en leur déclarant bien que ce n’était que par cette unique considération de la proche parenté de Navarre ; que cette distinction ne regardait point la maison de Rohan, et ne passerait pas même au-delà de ces deux filles. » |  | „Domnul de Sully, aranjând căsătoria fiicei sale [cu Henric al II-lea de Rohan], i-a prezentat atât de bine lui Henric al IV-lea onoarea pe care o avea această ramură de Rohan de a-i fi rudă foarte apropiată și chiar de a fi moștenitoarea Navarei, dacă nu avea copii, cu Isabelle de Navarre, mătușa sa și bunica lor, încât a obținut câte un taburet de favoare⁠(d) pentru cele două surori ale ginerelui său, cealaltă fiind deja căsătorită, dar declarându-le clar că era doar datorită înrudirii lor cu casa de Navarra, iar această distincție nu privea casa de Rohan și că de ea vor beneficia doar aceste două fiice.” |

#### Moartea regelui
La moartea lui Henric al IV-lea, Catherine de Parthenay a publicat câteva versuri care exprimau o emoție reală, în ciuda criticilor pe care le adusese politicilor sale:
| « Regrettons, soupirons cette sage prudence, Cette extrême bonté, cette rare vaillance, Ce cœur qui se pouvait fléchir et non dompter ; Vertus, de qui la perte est pour nous tant amère, Et que je puis plutôt admirer que chanter, Puisqu'à ce grand Achille il faudrait un Homère. Jadis par ses hauts faits nous élevions nos têtes : L'ombre de ses lauriers nous gardait des tempêtes ; Qui combattait sous lui méconnaissait l'effroi. Alors nous nous prisions, nous méprisions les autres, Étant plus glorieux d'être sujets du roi, Que si les autres rois eussent été les nôtres. Maintenant notre gloire est pour jamais ternie ; Maintenant notre joie est pour jamais finie : Près du tombeau sacré de ce roi valeureux Les lis sont abattus, et nos fronts avec eux. Mais parmi nos douleurs, parmi tant de misères, Reine, au moins gardez-nous ces reliques — si chères, Gage de votre amour, espoir en nos malheurs : Étouffez vos soupirs, séchez votre œil humide, Et pour calmer un jour l'orage de nos pleurs, Soyez de cet État le secours et le guide. Ô Muses, dans l'ennui qui nous accable tous, Ainsi que nos malheurs, vos regrets sont extrêmes : Vous pleurez de pitié quand vous songez à nous, Vous pleurez de douleur eu pensant à vous-mêmes. Hélas ! puisqu'il est vrai qu'il a cessé de vivre, Ce prince glorieux, l'amour de ses sujets, Que rien n'arrête au moins le cours de nos regrets : Ou vivons pour le plaindre, ou mourons pour le suivre. » | „Să suspinăm, să regretăm această înțeleaptă prudență, Această extremă bunătate, acest rar curaj, Această inimă care putea fi flexibilă și nu îmblânzită; Virtuți, a căror pierdere este atât de amară pentru noi, Și pe care mai degrabă o pot admira decât o pot cânta, Întrucât acest mare Ahile ar avea nevoie de un Homer. Atunci prin faptele sale mărețe ne-am ridicat capetele: Umbra laurilor săi ne-a protejat de furtuni; Oricine a luptat sub conducerea lui nu cunoștea frica. Așa că ne-am lăudat pe noi, i-am disprețuit pe alții, Fiind mai glorios să fii supus al regelui, Decât dacă ceilalți regi ar fi fost ai noștri. Acum gloria noastră este umbrită pentru totdeauna; Acum bucuria noastră s-a sfârșit pentru totdeauna: Lângă mormântul sacru al acestui rege viteaz Crinii sunt tăiați, și frunțile noastre odată cu ei. Dar printre durerile noastre, printre atâtea suferințe, Regină, păstrează-ne măcar aceste relicve – atât de dragi, Dovadă a iubirii tale, speranță în nenorocirile noastre: Înăbușă-ți suspinele, usucă-ți ochiul umed, Și pentru a calma într-o zi furtuna lacrimilor noastre, Fiți salvarea și îndrumătoarea acestui stat. O, muze, în necazul care ne copleșește pe toți, Pe lângă nenorocirile noastre, regretele voastre sunt extreme: Plângeți de milă când vă gândiți la noi, Plângeți de durere gândindu-vă la voi înșivă. Vai! fiindcă este adevărat că el a încetat să mai trăiască, Acest prinț glorios, dragostea supușilor săi, Nimic să nu oprească măcar cursul regretelor noastre: Fie să trăim pentru a-l compătimi, fie să murim ca să-l urmăm.” |
În același timp, îngrijorată de reputația casei sale și a Bisericii Reformate din Poitou, ea i-a scris lui Jean Besly, istoricul din Fontenay, o scrisoare care îi deschidea arhivele sale:
| « Monsieur, j'ay appris par M. D'Aubigny (1) que vous êtiez en intention d'écrire une histoire des faits accomplis es province de Poitou depuis Philippe Auguste jusqu'au temps des troubles du siècle dernier, que ne voulez aborder de crainte de ne garder l'impartialité requise entre tous et chascun de ceux qui s'y sont engagés. Je ne saurois trop louer cette résolution, et s'il vous plaisait d'avoir recours aux papiers et mémoires de notre maison, qu'il vous souvienne que vous serez bienvenu en les venant compulser à votre moment et sans vous détourner de vos affaires. Vous y trouverez ample sujet, soit quant aux temps anciens, soit quant aux troubles esmens depuis cinquante ans. La matière vous portera peut être à continuer jusqu'à nos jours, ce que je souhaite, un esprit comme le vostre ne pouvant que produire œuvre profitable à la vérité et à la gloire de Dieu. » |  | „Domnule, am aflat de la domnul D'Aubigny (1) că intenționați să scrieți o istorie a faptelor împlinite în provincia Poitou de la Filip August până în vremea tulburărilor din secolul trecut, pe care nu doriți să o abordați de teama de a nu păstra imparțialitatea cerută între toți și fiecare dintre cei implicați în ea. Nu pot lăuda suficient această abordare și, dacă ați fost dispus să recurgeți la documentele și memoriile casei noastre, permiteți-mi să vă reamintesc că veți fi binevenit să veniți să le consultați în voie și fără a vă abate de la treaba dumneavoastră. Veți găsi acolo ample subiecte, atât despre timpurile străvechi, cât și despre necazurile care au apărut în ultimii cincizeci de ani. Chestiunea v-ar putea determina, poate, să continuați până în zilele noastre, ceea ce eu sper, un spirit ca al dvs. neputând produce decât o lucrare profitabilă pentru adevăr și spre slava lui Dumnezeu.” |

#### Reluarea ostilităților
Asasinarea lui Henric al IV-lea a deschis o nouă perioadă care, odată cu regența Mariei de' Medici, apoi consolidarea puterii regale și ascensiunea lui Richelieu, a marcat sfârșitul facilităților oferite protestanților. Confruntați cu noile amenințări, aceștia din urmă s-au împărțit în moderați și intransigenți. Catherine de Parthenay și-a jucat rolul în aceste certuri încercând de mai multe ori să potolească furia fiilor ei. În 1612 mama Rohanilor a lucrat în umbra lui Henri pentru a-l împăca cu Maria de' Medici, și a reușit. Ea a căutat să unească în jurul lui Bisericile Reformate, pe miniștri și reprezentanții lor. Într-o corespondență privată, și uneori secretă (întregul schimb de replici avea să fie publicat abia mai târziu) cu Duplessis Mornay, ea a relevat în aceste scrisori sufletul unui politician, al unei mame și al unei bunici îngrijorate, veghind asupra intereselor nepoatei sale, Madeleine-Catherine. Dar curând pe Duplessis boala l-a subminat; febra intermitentă și durerile de cap nu l-au părăsit niciodată. În timpul unei vizite la Mouchamps, Duplessis a fost întors din drum de fiii săi. Aceasta a marcat sfârșitul corespondenței lor.
Catherine a întreținut o corespondență și cu  Charlotte-Brabantine de Nassau, o altă mare figură a protestantismului poitevin, cu care a împărtășit grijile zilnice și dificultățile politice. Scrisorile Charlottei de Nassau către Catherine și fiicele sale, Henriette și Anne, au fost publicate în 1874 de Hugues Imbert.
În 1617, a pus în scenă din nou câteva balete, în care șapte piese muzicale au fost compuse de Chevalier, muzicianul de cameră al regelui Ludovic al XIII-lea. În 1620 a deplâns moartea Louisei de Coligny, fiica amiralului, o altă prietenă de-a ei. Aceasta a fost perioada în care au început primele războaie pentru Béarn între Ludovic al XIII-lea și reformați. Acolo Rohanii au fost învinși. În 1623 Catherine l-a pierdut pe Duplessis-Mornay, iar în 1624 a aflat de dispariția fiicei sale mari, Henriette, care a murit în Auvergne la 23 august.
La 21 februarie 1625 ea a scris din Parc-Mouchamps – unde a murit șase ani mai târziu – o scrisoare către cardinalul Richelieu în care se plângea de faptul că castelul Josselin, proprietatea celui de-al doilea soț al său, René al II-lea de Rohan, era ocupat de Monseniorul de Vendôme, ceea ce i-a cauzat mari pagube financiare.
Dar istoria își amintește în special de conduita sa din timpul celui de-al doilea asediu al La Rochelle.

#### La Rochelle, închisoarea și sfârșitul
Lipsa de loialitate a curții, care a încercat să o aresteze, a determinat-o în cele din urmă să treacă în partida rezistenței. Locuind din 1626 la hôtel de Marsan din La Rochelle, ea l-a introdus în La Rochelle pe fiul ei, Soubise, în ciuda opoziției primarului orașului. Municipalitatea din La Rochelle a refuzat să se întâlnească cu negociatorul englez venit să-i ofere sprijinul națiunii sale. Chiar și Soubise, după ce sosise pe flota engleză, a fost rugat să se retragă. Atunci Catherine de Parthenay a venit să-l întâlnească la poarta Saint-Nicolas, l-a luat de mână și i-a spus astfel ca primarul să-l poată auzi:
| « Viens, mon fils, suis-moi sans rien craindre, avec tous ceux qui sont avec toi ; tous les gens de bien sont joyeux de ta venue, et s'en réjouiront davantage quand ils considéreront combien tu t'es montré affectionné à la liberté de la ville qu'ils espèrent recouvrer par les armes du roi d'Angleterre, que tu leur as fait avoir. La maison de Rohan voudra toujours le bien de La Rochelle, et le procurera de tout son possible. » |  | „Vino, fiul meu, urmează-mă fără teamă, împreună cu toți cei care sunt cu tine. Toți oamenii de bine sunt bucuroși de venirea ta și se vor bucura și mai mult când vor afla cât de mult te-ai preocupat de libertatea orașului pe care speră să-l recupereze cu armele regelui Angliei, pe care li le-ai dat. Casa de Rohan va dori întotdeauna binele orașului La Rochelle și va face tot posibilul pentru a realiza acest lucru.” |
Primarul, surprins, nu a îndrăznit atunci să i se opună, iar Soubise a intrat în oraș însoțit de mama sa, pe jos și cu capul gol, în uralele oamenilor.
Cardinalul Richelieu, după ce până atunci a amânat, în octombrie 1627 a decis să asedieze orașul. În timp ce fiul ei cel mare lupta în sudul Franței, iar Benjamin încerca să obțină sprijinul lui Buckingham și al lui Carol I, ea a mobilizat apărătorii orașului La Rochelle împotriva armatelor regelui. Voltaire citează curajul ei în operele sale. Ea și fiica ei, Anne, au fost limitate la patru uncii de pâine pe zi timp de trei luni și la carne de cal.

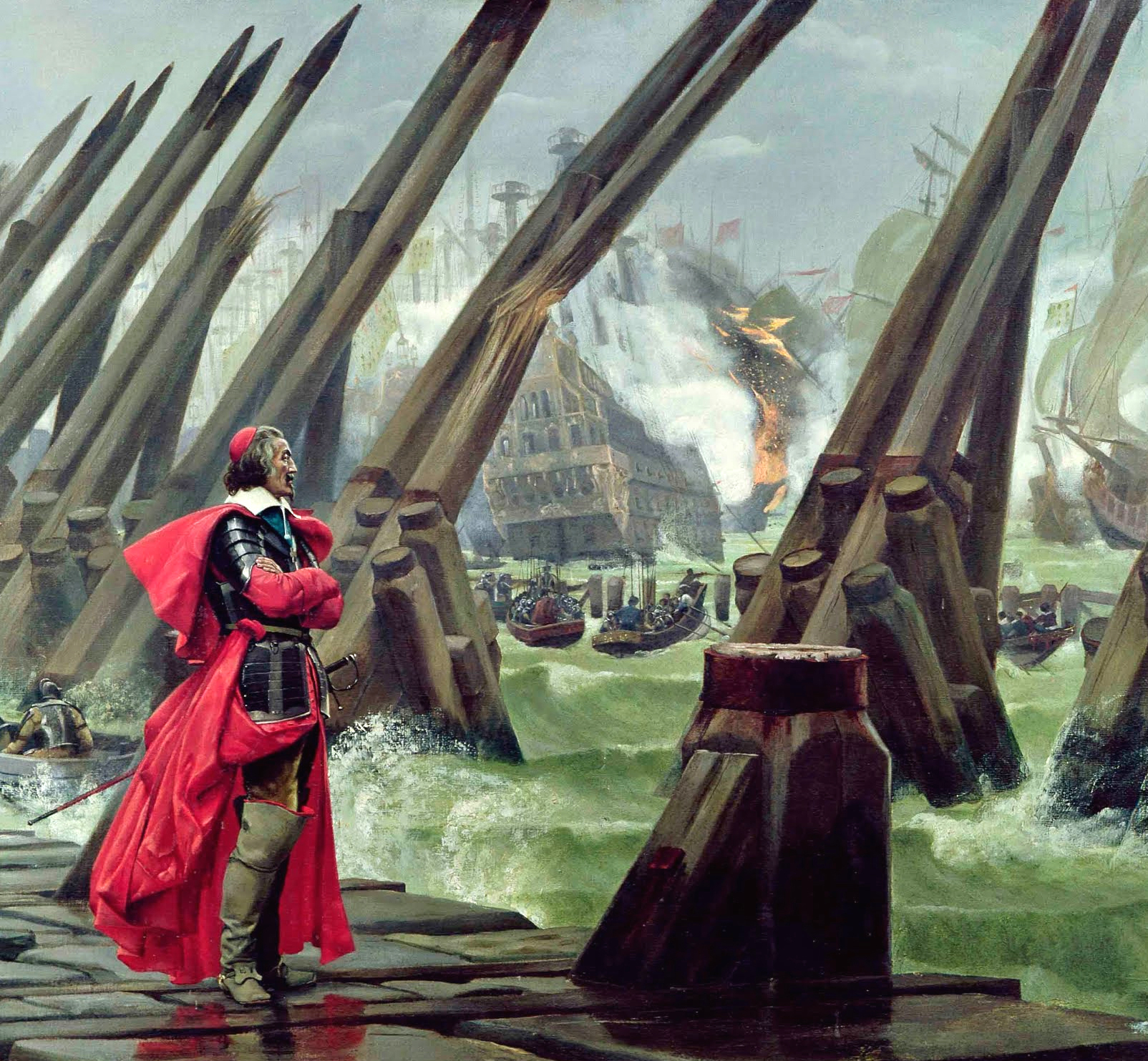
Richelieu la asediul La Rochelle, de Henri-Paul Motte

După capitularea La Rochelle din 1628 a fost închisă la hotelul Chaumont și apoi, la 2 noiembrie, în fortăreața Niort. S-a spus că ea
| « ne voulut point être nommée particulièrement dans la capitulation ; le conseil du Roi jugea qu'elles n'y étaient point comprises, et, bien qu'elle eût atteint l'âge de 74 ans, et sortait d'un siège où elle et sa fille avaient vécu trois mois durant de chair de cheval, et de quatre ou cinq onces de pain par jour, elles furent retenues captives sans exercice de leur religion, et si étroitement qu'elles n'avoient qu'un domestique pour les servir. » |  | „nu a vrut deloc să fie numită expres în capitulare. Consiliul regelui a considerat că nu au fost implicate deloc, și, deși ea împlinise vârsta de 74 de ani și tocmai ieșise dintr-un asediu în care ea și fiica ei trăiseră timp de trei luni cu carne de cal și patru sau cinci uncii de pâine pe zi, au fost ținute captive fără să-și practice religia, și atât de sărăcăcios încât aveau un singur servitor care să le servească.” |
Catherine a fost eliberată la 12 iulie 1629 împreună cu fiica ei. Castelele Blain și Josselin erau foarte deteriorate. Castelul din parcul Soubise din Mouchamps a fost parțial distrus. În 1630 a aflat de moartea lui Agrippa d'Aubigné. În decembrie a trimis la Paris, norei sale, Marguerite de Béthune, portretele seniorilor de Mouchamps, tatăl și mama ei, pictate de Dominique de Losses. În corespondența cu Henri, care se refugiase la Padova, ea a avut consolarea de a citi din pana lui acest ultim omagiu adus lui Jean V de Parthenay, la 24 decembrie 1630:
| « Je seray fort ayse d'avoir les Mémoires que vous me promettez de mon grand-père de Soubize. De tous mes prédécesseurs, sans faire tort aux autres, il n'y en a pas un à qui j'aymasse mieux ressembler. » |  | „Voi fi foarte încântat să am Memoriile pe care mi le-ați promis ale bunicului meu de Soubize. Dintre toți predecesorii mei, fără a nedreptăți pe alții, nu există niciunul cu care să semăn mai bine.” |
În anul următor, Catherine era îngrijorată de boala fiului ei, Benjamin, exilat la Londra, care suferea de pietre la rinichi.
În cele din urmă, vegheată de ultima sa fiică și de o singură servitoare, după ce trecuse prin toate războaiele religioase ale secolului său, a murit în noaptea de 26 spre 27 octombrie 1631 la Parc-Mouchamps.

### Posteritate
Femeie de acțiune unică în tabăra protestantă, servind drept exemplu fiilor săi prin ideile și curajul său, a fost și o femeie învățată. În Poitou este amintită ca fiind „Catherina cea Mare”. Dar, pe lângă faptul că era o luptătoare, era și o femeie capricioasă și o umanistă visătoare. Tallemant des Réaux afirmă ironic în Historiettes că:
| « C'était une femme de vertu, mais un peu visionnaire. Toutes les fois que M. de Nevers, M. de Brèves et elle se trouvoient ensemble, ils conquêtoient tout l'empire du Turc. Elle ne voulait point que son fils fut duc, et disait le cri d'armes de Rohan : Roi ne puis, Duc ne daigne, Rohan suis. Elle avait de l'esprit et a écrit une pièce contre Henri IV, de qui elle n'était pas satisfaite je ne sais pourquoi, où elle le déchire en termes équivoques. » |  | „Era o femeie virtuoasă, dar un pic vizionară. Ori de câte ori M. de Nevers, M. de Brèves și ea erau împreună, cucereau întregul imperiu turcesc. Ea nu voia ca fiul ei să devină duce și rostea strigătul de luptă al casei de Rohan: Regele nu poate, Ducele nu binevoiește, sunt Rohan. Era spirituală și a scris o satiră împotriva lui Henric al IV-lea, de care era nemulțumită nu știu de ce, în care îl sfâșie în termeni echivoci.” |
Mai departe, el spune despre ea:
| « Elle avait une fantaisie la plus plaisante du monde : il fallait que le dîner fût toujours prêt sur table à midi ; puis quand on le lui avait dit, elle commençait à écrire, si elle avait à écrire, ou à parler d'affaires ; bref, à faire quelque chose jusqu'à trois heures sonnées : alors on réchauffait tout ce qu'on avoit servi, et on dînait. Ses gens, faits à cela, allaient en ville après qu'on avait servi sur table. C'était une grande rêveuse. » |  | „Avea cea mai plăcută fantezie din lume: cina trebuia să fie întotdeauna gata pe masă la prânz; apoi, când i se spunea, începea să scrie, dacă era nevoie, sau să vorbească despre afaceri; pe scurt, să facem ceva până la ora trei: apoi reîncălzeam tot ce fusese servit și cinam. Servitorii săi, obișnuiți cu asta, după ce serviseră mâncarea mergeau în oraș. Era o mare visătoare.” |
Fiul ei cel mare, Henri, duce de Rohan, care a devenit liderul partidului hughenot după Condé, Coligny și Henric de Navara, și care s-a căsătorit cu fiica lui Sully, a avut o singură fiică. După moartea lui, în 1638, aceasta s-a căsătorit în 1645, din ordinul regelui, cu un catolic, Henri Chabot, căruia în 1648 i-a fost acordat titlul de duce de Rohan și a luat numele de Rohan-Chabot. Al doilea fiu al ei, Benjamin de Rohan, duce de Frontenay și baron de Soubise, a murit în exil, fără copii.
Un ultim omagiu
La moartea Catherinei de Parthenay, fiica sa, Anne de Rohan, poetă ca și ea, a scris acest necrolog, în care a rezumat destinul mamei sale:
| « J'aimois celle qui te fut proche. Dont tu as un deuil si cuisant, Qui vécut toujours sans reproche Dedans un siècle médisant. Je fus sa maîtresse d'école, Je lui servois de protocolle, J'essuyais ses plus tendres pleurs, Je vis ses premières douleurs. Et sitôt que sa génitrice Vit son époux aller aux cieux, Lors je fus leur consolatrice, Comme leur conseil en tous lieux. Son père étant réduit en cendre. Je lui vis des malheurs pâtir Dedans son avril le plus tendre, Longs à dire et durs à sentir. Après une guerre civile. Je les conduisis dans la ville Où toutes trois, pleines de deuil, Nous rencontrâmes le cercueil De cette Jeanne de Navarre Qui fut de sa race l'honneur. Soumettant, chose aux princes rare. Son sceptre à la croix du Seigneur. Je demeurai toujours près d'elles, Quand tes François parmi les jeux Exerçaient leurs fureurs cruelles, Plus dignes des Scythes que d'eux. En violant la foi donnée A l'ombre d'un saint hyménée. On massacroit de tous côtés. Les sexes et les qualités Pour lors ne furent mis en compte, Et le fleuve, dans ce délit. Plus rouge de sang que de honte, Fit un sépulchre de son lit. La bonté de Dieu sans pareille, Oyant leurs cris et leurs sanglots. Les sauva, comme par merveille, Toutes deux des fers et des flots ; Les garda de l'ire enflammée D'une populace animée. Ta mère de donner la main. Par force, à quelque indigne hymen. Ainsi sauvées de l'orage. Elles surgirent au doux port. Abhorrant des meurtriers la rage Et pleurant des meurtris la mort. Ta mère me fut toujours chère. Car n'aimant qu'en sincérité. Je la suivis dans sa misère Comme dans sa prospérité. Je consentis à son mariage. Je compatis à son veuvage, Je l'assistai dans ses travaux. Ayant pitié de tous ses maux. Dedans le siège épouvantable, Je rendis son esprit puissant ; Dans la famine lamentable, Son corps ne fut point languissant Elle passant septante années, Lorsqu'en cette rude saison Toutes deux vous fûtes menées Dedans une étroite prison. J'y entrai plus tôt que nul garde Car pour les miens je me hasarde Et descends dans les cachots noirs; Je hante les hideux manoirs. J'étois dans ce lieu solitaire Où l'ennui faisait son effort, De ses pensers le secrétaire. De ses peines le réconfort. Deux ans passés, voyant sa vie Arriver à son dernier point. L'ayant en tous âges suivie, Alors je ne la quittai point. Je lui fis dire la devise, Autant utile comme exquise : Christ à vivre et mourir m'est gain. Ainsi priant jusqu'à la fin Celui qui les péchés efface, Qui mourant la mort a vaincu. N'ayant fiance qu'en sa grâce. Mourut comme elle avoit vécu. Après une mort si heureuse. Veux-tu, par un deuil importun, Rendre ta vie douloureuse Et toi déplaisante à chacun ? Ne souffre plus que ta tristesse Te mine et domine sans cesse ; Il te faut ta mère imiter Et non tes amis tourmenter. Les pleurs des âmes pénitentes De moi ne sont point empêchés ; Je te permets que tu lamentes Non tes pertes, mais tes péchés. » |  | „L-am iubit pe cel care ți-a fost aproape. Pentru care ești într-un doliu atât de amar, Care a trăit întotdeauna fără reproș Într-un secol calomnios. Am fost maestrul școlii sale, L-am servit la protocol, I-am șters cele mai duioase lacrimi, I-am văzut primele dureri. Și de îndată ce soția sa L-a văzut pe soțul ei mergând în rai, Atunci am fost mângâierea lor, Ca sfătuitoare în toate cele. Tatăl său fiind prefăcut în cenușă. Am văzut-o suferind nenorociri În cel mai blând aprilie al său, Multe de spus și greu de simțit. După un război civil. Le-am condus în orașul Unde toate trei, în doliu deplin, Am ajuns la sicriul Acestei Jeanne de Navarra Care a fost onoarea spiței sale. Supusă, un lucru rar pentru prinți. Sceptrul său către crucea Domnului. Am rămas mereu lângă ele, Când francezii printre jocuri Și-au exercitat furiile lor crude, Mai potrivit la sciți decât la ei. Prin încălcarea credinței date În umbra unei căsătorii sfinte. Sunt masacre în toate părțile. Sexele și calitățile Nu au fost luate atunci în considerare, Iar râul, în această crimă. Mai roșu de sânge decât de rușine, A făcut din a sa albie un mormânt. Bunătatea lui Dumnezeu este neegalată, Auzindu-le strigătele și suspinele. Le-a salvat, ca prin minune, Atât fierul, cât și valurile; Le-au protejat de mânia aprinsă A unei populații agitate. Mama ta să-ți dea mâna. Cu forța, la o căsătorie nedemnă. Astfel salvate de furtună. Au apărut într-un port dulce. Detestând furia ucigașilor Și plângând pe cei răniți de moarte. Mama ta mi-a fost mereu dragă. Pentru că iubnd-o cu sinceritate. Am urmat-o în suferința ei Ca și în prosperitatea sa. Am consimțit la căsătoria lui. Îi compătimesc văduvia, Am ajutat-o în acțiunile ei. Fiindu-mi milă de toate lipsurile sale. În teribilul asediu, I-am făcut spiritul puternic; În foametea mizerabilă, Corpul său nu era languros Ea a petrecut șaptezeci de ani, Când în acest anotimp aspru Amândouă am fost duse Într-o închisoare strâmtă. Am intrat inainte de orice apărător Căci risc pentru ai mei Și cobor în temnițele negre; Bântui conacele hidoase. Eram în acest loc singuratic Unde plictiseala și-a arătat puterea, Din gândurile sale, secretarul. Din necazurile sale, mângâierea. Au trecut doi ani, văzând cum viața Îi ajunge la punctul final. Urmând-o în toate vârstele, N-am părăsit-o deloc. Am făcut-o să spună deviza, Pe cât de utilă pe atât de rafinată: Pentru Hristos a trăi și a muri îmi este câștigul. Rugându-se astfel până la sfârșit Celui ce șterge păcatele, Care, murind, a învins moartea. Încrezându-se doar în harul său. A murit așa cum a trăit. După o moarte atât de fericită. Vrei tu, printr-un doliu nepotrivit, Să-ți faci viața dureroasă Și să fii antipatică tuturor? Suferă doar în tristețea ta [Care] Te subminează și te domină constant; Trebuie să o imiți pe mama ta Și să nu-ți chinui prietenii. Lacrimile sufletelor penitente Nu sunt împiedicate de mine; Îți permit să plângi Nu pierderile, ci păcatele tale.” |